# 烈火の炎の登場人物
烈火の炎の登場人物（れっかのほのおのとうじょうじんぶつ）は、安西信行の漫画作品及びそれを原作とするアニメ『烈火の炎』に登場する人物の一覧。
担当声優は、テレビアニメ版 / パチンコ版（平和版） / パチスロ版（ニューギン版）での順に表記。それ以外でのキャストは別途記載。

## 新生火影忍軍
花菱 烈火（はなびし れっか）
声 - 岡野浩介 / 武内健 / 柿原徹也 / 太田さとり（2001年版ゲーム）
本作の主人公。千葉県立名子霧高校1年E組。7月27日生まれのO型。16歳。右利き。
喧嘩の強い高校生で、忍者に憧れている。物語初期では帽子を後ろ向きに被っていることが多かった。正義感が人一倍強いが、熱くなりやすく冷静さにやや欠ける。チーム火影の大将。女の子には気遣いが細かく、また紳士的な一面もあり、女の子に人気があるが、本人にはあまり自覚がない。
学校の成績は土門以上、風子以下と言ったところで、まともに勉強することはなく赤点常連だが、忍者のことを知ることができるという理由で歴史だけは非常に強い関心を持ち積極的に授業に参加している（成績が良いのかどうかは不明）。
また、体育も得意であり授業では懸垂で100回に到達しつつあった。花火職人である父・茂男の影響により花火を作るのが得意で、自分オリジナルの花火も持っている。
当初は柳のことを自分の主君と認め「姫」と呼ぶが、物語が進むにつれて彼女に対する恋心が芽生えていく。
実は赤子の時、陽炎の「時空流離の術」によって戦国時代から現代に流されてきた、炎を出す力を持つ、火影一族の炎術士。火影忍軍六代目当主・桜火と陽炎との間に生まれるも、炎術の力を授からずに生まれていた。烈火の出生により紅麗が「呪いの児」となったが、烈火に炎術の力がない（火竜の怨念が宿ることで、強制的に作られた炎術士）ため、本来ありえない異端な炎術士という意味では烈火が「呪いの児」だった。しかし、火竜が宿ったことで後天的に火竜を炎の源とした炎術士になり、火影の歴史に終止符を打つ運命を背負うこととなった。
裏武闘殺陣での戦績は7戦7勝無敗（音遠＆魅希とのダブルバウトは一試合と数える。魔元紗戦は非公式、夜子魯、餓紗喰戦は無効試合のためノーカウント）。戦闘スタイルは、魔導具戦から肉弾戦まで何でもこなすことのできるオールラウンドなバランスファイター。
母・陽炎の呪いは、ある意味自分のせいでもあるため、彼女の呪いを解くため、そして柳を守るために戦う。ラストでは火竜の力は消滅し、他のメンバーたちと仲良く現代で日常を過ごしている。その後は柳のことを名前で呼ぶようになる。
その後文庫版最終巻の表紙で柳と結婚し、男の子を授かった様子が描かれた（その男の子は烈火にそっくりであり、初期の彼と同じく帽子を後ろ向きに被っていた）。また烈火が着ているジャケットの両腕には、火竜と契約時と同様に八竜の名前が書かれている。
佐古下 柳（さこした やなぎ）
声 - 増田ゆき / 東山奈央 / 堀江由衣
本作のヒロイン。名子霧高校1年A組。2月24日生まれ。血液型はO型。16歳。治癒の力を持つ少女。
お金持ちのお嬢様で、超の付く天然ボケ。しかし芯の強い一面もあり、烈火に気に入られ、烈火の「姫」となった。胸が小さいことを気にかけており、胸が大きい女性を敵視したりすることもある。
絵本作家になりたいと思っており、こっそり絵本を描いていた。幼い頃から友達がおらず、独りで本を読んでいたことをきっかけに絵本作りに目覚め（代表作：ファイヤースターレッカマン）、アルバイトとして通っている近所の幼稚園では人気を博しているが、贔屓目に見ても決して絵が達者というわけではないようである。土門を半ば強制的に絵本作成のアシスタントとして手伝わせ、監禁に近い状況で作業させることもある。
髪型はロングヘアーだが、一時期ショートヘアーだったこともある。他にも短期間でポニーテールなどに変わっていた。好物は焼きそばパン。
子供の頃に周囲から孤立していたため、「友達」という存在をとても大事にするが、烈火のことは交流を持つ前から好きだった様子である。そのため、烈火が他の女の子に好意をもたれていると嫉妬する場面が多々見受けられる。成績は一年生組の中では優秀。水鏡と小金井からも好意をもたれているが、本人は烈火一筋である。
戦国時代の姫君である「桜姫」の生まれ変わりであるとされ、現代における多くの事件に絡む因果を背負っていた。烈火たちと共に多くの戦いに身を投じ、精神的な成長を遂げていく。しかしこの「治癒の力」のルーツは不明であり、なぜ柳や桜姫がこのような能力を行使できたのは明かされていない。この力が本作の争点となっており、彼女を守るために主人公たちは巨悪と戦うことになる。
ある事件から治癒の力に目をつけた森光蘭に狙われ、二度攫われることになる。二度目では葵に記憶を消され一度は天堂地獄に殺害されてしまう。だが烈火の「裂神」の力で魂を炎に変えられ、「癒しの炎」という究極の技をもって烈火と共に天堂地獄を滅した。火影消滅後は彼女も消滅するかと思われたが、肉体が死滅していなかったため元の姿に戻ることができた。ラストでは烈火のことを君付けで呼ばなくなり、「姫と忍」ではなく烈火の恋人として仲良く日常を過ごしている。
文庫版最終巻の表紙では、烈火と息子の親子三人の姿が描かれた。
霧沢 風子（きりさわ ふうこ）
声 - 平松晶子 / 酒井夏子 / 加藤英美里
烈火の幼馴染で喧嘩仲間。名子霧高校1年。8月2日生まれのB型。16歳。バストは87だが、後に86になった。
正義感が強く、男勝りで腕白な性格だが、女の子らしい一面も持っており、母親を「ママ」と呼び、一人称は「私」だが、たまに自分のことを「風子ちゃん」と呼んでいる。劇中には登場しないが、兄がいる。裏武闘殺陣では、水鏡と並んでアイドル並の人気を得ていた。学校の成績は烈火以上、柳以下。好きなものはとんこつラーメンと格闘技で、三沢光晴のファン。嫌いな食べ物はナス。
その性格から一部の周囲に反感を買うことが多く、小学生の頃は自殺を考えるほどに酷いイジメを受けていた。その経験から友達を誰も信じられなくなり、中学時代に不良となった。しかし烈火だけはイジメに参加せず、逆に風子を庇って助けていた。そのせいもあり烈火に想いを寄せていた。烈火がいきなり柳に仕えると言い出した時は気にくわず茶々を入れていたが、後に柳を友と認め、手を引くようになる。また、土門の想いに対しては当初は軽くあしらっていたが満更でもないらしく、ラストでは土門に「デート禁止1年」を宣告したりしながら、烈火達と仲良く日常を過ごしている。
錐（正確には千枚通し）を投げて攻撃するのが得意。使用する魔導具は主に風神であるが、他にも鬼の爪（風神と組み合わせて風の爪として）、神慮伸刀を使う。戦闘スタイルは使用する魔導具の関係から中～遠距離を得意とする魔導具攻撃型。最終的には、肉弾戦でも雷覇と渡り合えるほどの実力をつけている。裏武闘殺陣での戦績は4戦2勝2敗。
石島 土門（いしじま どもん）
声 - 飛田展男 / 武田幸史 / 景浦大輔
烈火の喧嘩仲間。名子霧高校1年C組。5月5日生まれのO型。16歳。あだ名は「腐乱犬（フランケン）」。モヒカン頭が特徴。身長は190センチメートルを越す大男。
怪力の持ち主で、思い込みの強い男であるが、実家が花屋ということもあり、花を大切にする優しい心も持っている。小さい女の子から異様に慕われることが多い。結構手先が器用で、柳の絵本のアシスタントも任されることもあった。
ギャグではもっぱらイジられ役。女性の裸を見てしまうと理性を失い、自らの欲望に従って暴走してしまう。
風子のことが好きで、幾度と無くアタックしてはことごとくかわされていたが、ラストでは風子の尻に敷かれながら（デートはするものの、未だ恋人未満である様子）も仲良く日常を過ごしている。また、実家の手伝いも積極的にやるようになった模様。
当初は持ち前の怪力とタフネスだけが頼りで、総合的な戦闘力は常人と比べれば強いものの、烈火達のような超人的なメンバーと比べると今ひとつであった。しかし、戦闘ごとに逞しく成長を遂げていき、周囲からはかなり高い評価を受けるようになる。
魔導具は主に力を倍増させる土星の輪であるが、他にも遠距離追尾型の嘴王、身体を極限まで硬化させ鉄の如き防御力を得る鉄丸、複数の魔導具を収納する事ができる蔵王も使用する。使いこなす魔導具数はチーム火影では一番であり、典型的なパワーファイターで自身のタフネスで耐え抜き肉弾戦を主とした近接戦闘タイプ。また、思い込みの強さは強靭な精神力として良い方向で発揮されることもあり、魔元紗の砲魔神を打ち返したほか、烈火でも敵わなかった鬼凛を倒すことにも成功している。裏武闘殺陣での戦績は4戦2勝1分け、1没収試合。チーム火影の中では事実上無敗で、烈火に次ぐ好成績であった。
顔がよくデフォルメ化するが、これはファンからの「土門は好きだけどイラストで描きにくい」という意見を参考にしたため。
水鏡 凍季也（みかがみ ときや）
声 - 緑川光（幼少期 - 浅野まゆみ） / 笹沼尭羅 / 岩瀬周平
名子霧高校2年C組。11月13日生まれのA型。左利き。17歳。優秀な頭脳を持つ。
クールだがかなりの毒舌家でもあり、仲間（柳を含む）のどんな些細なボケにも容赦無いツッコミを入れる。特に土門をよくイジっているが、風子には「みーちゃん」と呼ばれ、逆にどつかれることが多い（ハリセンでどつかれたことも）。粘着気質で、恨みや女・オカマ扱いした相手は忘れない。時折冷酷なまでに非情な一面も見せ、紅麗も水鏡の性格・能力を評価していたほどである。最初は一人称が「オレ」だったが、後に「僕」になる。少々シスコン気味で、姉に似た容姿の柳に好意を持っている節がある。実は近視であり、メガネを掛けることもある（普段はコンタクトレンズをしている）。テレビゲームの腕は全くない。
魔導具は閻水を使用。閻水の特性を利用した剣術、氷紋剣を使いこなす剣士で、多彩な技を持つ近～中距離型のファイター。裏武闘殺陣での戦績は4戦3勝1敗（瑪瑙戦では棄権したがノーカウント）。
最初は死んだ姉に柳が似ていることから、柳が烈火といると彼女にも危険が及ぶとの考えから烈火を近づけさせないように彼と戦った。その後は柳を守るため、また姉を殺した「左耳に4つのピアスを付けた男」に復讐するために烈火達とともに火影として裏武闘殺陣に出場する。当初は仲間意識の強い烈火らとは少し距離を置いた立ち位置であったが、闘いを経て仲間の大事さに気付くようになる。仇の男は師であり祖父でもある巡狂座が事件直後のとうの昔に斬殺しており、当初の目的である復讐は果たせなかったものの、これまでの出会いや戦いを通して心身ともに成長したことから自ら納得できる結論に落ち着いたようで、ラストでも烈火たちと仲良く日常を過ごしている。
髪が長く（本人曰く、願掛けらしい）、伸びるのも早い。周りから「女男」とよく呼ばれたり、女性と勘違いされたりするが、本人はそういったことを大変嫌っている。天堂地獄編では変装していた命に、「男子校にいたら狙われそう」と言われたほどの美形。裏武闘殺陣ではほとんどアイドルになっていたが、不愛想な性格も相まって学校での人気は割と地味。烈火達と行動を共にするようになってからは他の生徒と話す描写も増え、周りの人間達にも心境の変化を印象付ける行動を取っている。
小金井 薫（こがねい かおる）
声 - くまいもとこ / 下田麻美 / 神野ひとみ
元麗の兵隊。血液型はA型。9月29日生まれの13歳（劇中で14歳の誕生日を迎えた）。
孤児時代に自殺（右手のバンダナの下に、その時の傷が残っている）を止めてくれた紅麗を兄のように慕っていたが、紅麗の館で紅麗が柳に危害を加えたことや石王を殺害したことなどから麗を裏切り、裏武闘殺陣の麗（幻）戦から烈火達の仲間となる（理由は大好きな柳が景品になっているのを知りそれを阻止するため）。子供っぽい性格で素直な中学生。柳曰く「烈火君のミニチュア版」。好きな食べ物はオムライスとハンバーグ。ルービックキューブのようなパズルの類が得意。裏武闘殺陣にて空の最澄と親友になる。
戦闘に関しては紅麗から直接指導を受け、本人の才能もあり子供ながらにその戦闘力は折り紙つきで紅麗の館で彼と闘った水鏡も一目置いている。使用する魔導具は鋼金暗器で、その変形を使いこなす。小柄で華奢な体格故、パワーにおいては火影の中では最下位に値するがそれを補って余りあるスピードを生かし、金剛暗器の変形を自在に使いこなすトリッキーな戦い方をする。裏武闘殺陣での戦績は4戦2勝1敗1分け。
裏武闘殺陣後は花菱家に身を寄せ、烈火達の出た中学に通っていた。中学ではファンクラブ（親衛隊）が創設されるほどの人気者。花菱家では小金井を正式の養子にすることも考えていたが、ラストでは時空流離で戦国時代へと向かった紅麗の後を追い、2人で義兄弟として生活している。
陽炎（かげろう） / 影法師（かげほうし）
声 - 三石琴乃 / 野口瑠璃子 / 水口まつり
桜火の正室で烈火の実母。禁術である時空流離の術を使ったため、不老不死の体になり400年もの時を生き続けている。現代で烈火の存在を見つけ、力を見定める（アニメ版では烈火の力を目覚めさせる）ために初めは謎の敵・影法師として彼に挑みかかる。後に正体を明かしてお互いに認めあい、時に優しく、時に厳しく烈火に接するようになる。山奥にある火影の隠れ屋敷の持ち主でもあるが、正体を明かしてからは花菱家に住んでいる。当初は赤子の烈火を自分の手で育ててやれなかったということを気にしており遠慮がちな振る舞いにとどまっていたが、なかなか食事に現れない烈火、茂男、小金井をフライパンで殴り倒すほどまでに花菱家にとけこんでいた。22歳の時に不老不死となったため、身体は非常に若く、またスタイルも良いため、しばしば虚空のセクハラ攻撃の被害を受ける。
火影忍軍のくノ一で魔導具に詳しく、裏武闘殺陣などではサポート役だったが、SODOM編では自ら戦闘に参加。戦国時代でも第一線のくノ一の任務に従事しており、戦闘能力は高い。現代でも研究所の守護者の男を一撃で倒したり、心が読める鬼凛と互角以上に渡り合い、綺理斗との頭脳戦に勝利するなど、ベテランの女忍者としての実力を見せつけた。綺理斗との戦いでは、土門と綺理斗に「女狐」と言わしめたほどの演技力を見せた。魔導具は影界玉、式髪、砲鬼神（鬼凛との戦闘後に譲り受けたものと見られる）等を使う。魔導具だけではなくパソコンなどのIT機器にも一通り精通している。井上陽水のファンらしい。
終盤、螺閃の光界玉によって呪いが消滅し、悲願を果たす。ラストでは烈火の義父である茂男と再婚したような雰囲気ではあるが、詳細は不明。

## 麗（うるは）
紅麗を筆頭として構成されている暗殺集団。核となる十人の幹部「十神衆」と「麗兵隊」、「麗予備軍」の三階級が存在する。裏武闘殺陣での紅麗の敗北から用済みとみなされ、森光蘭に解散を言い渡されたものの封印の地編において、紅麗を慕う数少ないメンバーによって火影とも裏麗とも違う第三勢力「裏火影 麗」として戦いに加わった。

### 首領
紅麗（くれい）
声 - 置鮎龍太郎（幼少期 - 石川静） / 川原元幸 / 中村悠一
烈火の異母兄。20歳。身長180cm。火影忍軍六代目当主・桜火と側室・麗奈との間に炎術士として生まれる。炎術士は一世代に一人しか生まれないとされたが、烈火の誕生により「呪いの児」の烙印を押され、母親と共に村八分に遭う。その恨みから烈火を殺そうとしたこともあり（烈火の左頬の絆創膏の下は、紅麗のつけた刀傷がある）成人した今もなお正気を失うほどに深く恨み憎んでいる。
時空流離の術に巻き込まれて烈火と同じ時代に流され、森光蘭の妻である月乃に拾われるが、森に第二の母と慕う月乃を人質にされ、森の言いなりとなって戦うことを余儀なくされる。麗のトップに君臨し、自らも麗（紅）のチームリーダーである。顔の左半分に大きな火傷の痕があるが、これは炎の天使となった紅に自らへの戒めとして焼いてもらったもの。
炎の型は不死鳥だが紅を取り込んだことにより、現在は紅そのものが紅麗の炎の型となっており不死鳥の姿はない。その戦闘能力は登場人物の中でも最強レベル。身体能力は勿論、幻獣朗からはいともたやすく秘術・別魅を盗み、序盤以降は紅の力を完全に制御、昇華させた技も行使し、さらには磁生を炎に変え自らの力とするなど、その力は同じく実力者の空海を以ってして「鬼神の如き強さ」と言わしめた。
常に仮面をつけていたのは感情を表に出さないためで、人を殺す時はいつも面をつけていた。それでも、麗奈の別れ際の教えもあって敵と認識した者には情け容赦は一切無く、その闘いの中での言動から残忍な性格のように思われるが根は情の深い優しい性格。第二の母である月乃、想い合っていた紅、心から自分を慕って付き従っていた雷覇、音遠、磁生らの部下達や小金井、友のように接したジョーカーなどにはその一面を覗かせていた。物語の序盤で見せた忌々しい顔つきは、後半では烈火に似た美しく端整な素顔であった。また本心では、森に強要される戦いを拒み続け、平穏が許されない己の運命を呪っており、森の非道さによって仲間や大切な人を失う悲しみは大きな心の傷となり、夢に見たり、起きていても突如として脳裏をよぎり錯乱状態に陥るなど、強烈なトラウマとして紅麗を苦しめている。しかし元来の争いを好む魔性もまた、抗えぬ自らの生まれ持った性であることを享受し、用済みとなり袂を分かってなお執拗に自らを追い詰めようとする森を討つため、再び闘いに身を投じることとなる。
裏武闘殺陣での決闘において烈火の意志と覚悟を目にし、それ以降は毒を吐きつつも庇ったような素振りを見せる等、烈火のことを心の中では認めていたらしく、最終決戦では過去のしがらみを捨て、兄として自らの過去の決断を説いて裂神を呼ぶことを促し、死力を尽くして天堂地獄から烈火を守った。全てが終わった後、火影を滅ぼした織田信長を討ち、一族を弔うために時空流離の術で戦国の地へと帰っていった（火影が消滅したため、不死にはならなかった）。

### 十神衆
紅麗に最も近い存在である近衛隊。麗兵隊をはるかに凌駕する強さと奇天烈さで「鬼神」と評されている。裏武闘殺陣では巡狂座と螺閃を除く8人が参戦した。裏武闘殺陣終了時点で、半数以上が死亡もしくは裏麗へと離反したため、最終章であるSODOM編まで残ったのは雷覇、ジョーカー、音遠の3名のみとなっている。
巡狂座（めぐり きょうざ）
詳細は「#SODOM」を参照。
螺閃（らせん）
詳細は「#主なメンバー」を参照。
雷覇（らいは）
詳細は「#麗（雷）」を参照。
磁生（じしょう）
詳細は「#麗（鉄）」を参照。
音遠（ねおん）
詳細は「#麗（音）」を参照。
幻獣朗（げんじゅうろう）
詳細は「#麗（幻）」を参照。
呪（のろい）
詳細は「#麗（紅）」を参照。
戒（かい）
詳細は「#麗（紅）」を参照。
命（みこと）
詳細は「#麗（紅）」を参照。
ジョーカー
詳細は「#麗（紅）」を参照。

### 麗兵隊
十神衆に従い、任務を遂行する階層。なお、兵隊同士でも上下の階級が存在するようだが、詳しいことは不明。
石王（せきおう）
声 - 笹岡繁蔵
初期に登場した敵の一人。土門を上回る巨体の持ち主で懲役200年超えの脱獄囚。非常に寡黙な人物で、戦闘中も含めて何かを話すことはほとんどなかった。石を体に付着させて鎧のようにして使う魔導具「石冑」の使手。紅麗の手下として烈火たちの前に立ちはだかるが、「土星の輪」の力を解放した土門に敗れ、その失態から紅麗に首を刎ねられて処刑される。後に登場する裏麗メンバー牙王の弟で、刎ねられた首は彼が瓶に入れて所持していた。兄との兄弟仲は大変良かったようで、牙王に死を悲しまれたり、牙王の回想では好物のチョコレートを笑顔で差し出していた。
永井 木蓮（ながい もくれん）
声 - 中村大樹 / 山神敏史
麗の1人で魔導具「木霊」の使い手。主に木霊の能力で、体内で飼っている木の根で攻撃する植物使い。幻獣朗に改造されたこともあり、その後も実力を上げ続けるなど火影チームを除くと一番の出世頭というべき存在だが、強烈なエゴイストかつサディストで、女性を殺傷して悲鳴で音楽を作るのが趣味という森光蘭に次いで極悪非道の人物。
紅麗の館では、紅麗への怒りに満ちた烈火に柳の悲鳴を聴かせて刺激したため、わずか1秒で炎に体を焼かれてしまい（アニメではその前に柳の悲鳴を聞いたことで暴走した烈火により悲鳴を流していたスピーカーを破壊され、スピーカーで何度も殴られた挙句蹴り飛ばされた）、烈火に対して深い恨みを抱く。裏武闘殺陣においては麗（幻）のチームで参戦、幻獣朗により魔導具「木霊」を合成させた人面樹となり、小金井を取り込み優位に立つも、植物の部分に痛覚がないことを逆手に取られ水鏡に樹木を凍結させられ敗れた。
裏武闘後はいち早く紅麗を裏切り、裏麗に転ずる。封印の地では、命と恋人関係になっており、水鏡に切り落とされた左腕を樹木の腕として復活させ命とともに水鏡と対決（命により「十神衆と同じくらい強い」と言われた）したが敗北。しかし葵が水鏡を倒したためそのまま彼を拘束して人質に取り、烈火を絶望させ罵倒しながら打ちのめした。が、そこへ駆けつけた土門の攻撃により恐れをなしたところをまたもや倒された。
SODOM内では、烈火に無数のハエトリグサを合体させた左腕「鋼鉄の処女（アイアンメイデン）」、さらに下半身を人面樹と合成させ自らを竜と化す「木竜」で命と共に対決を挑むが、救援に来た空海と烈火のコンビの前に敗北。最後は自分に致命傷を負わされながらも寄り添おうとした命を腕に抱え、不気味な笑いを残しながら建物の崩壊と共にその一生を終えた。
作中で最も火影との対戦が多い人物であり、回を追うごとに大きく強化がなされ、最後の烈火との闘いでは烈火を追い詰めるほどの力を手に入れた。 また火影を構成する五大属性「火」「土」「風」「水」「金」「木」でありながら、最期まで敵であり続けた。陰陽五行説で「木」は仁性を示すが、木気が多すぎるために不仁になったと解釈されている。
GBA版では大型の中ボスとして登場するためプレイアブルキャラクターにはならない。PS版では「木竜」の形態でプレイアブルキャラクターとして登場した。
三羽烏（さんばからす）
3人で烈火たちを襲撃したが、魔導具を使いこなせず返り討ちに遭う。アニメでは爪丸が「サンバカラス」の「か」で区切って名乗ったせいもあり、烈火に「3バカ」と間違えられる。三人とも紅麗に対する忠誠心は人一倍厚く、裏武闘殺陣の後も麗に残り続けていた。最終決戦に臨まんとするジョーカーに実力では役に立たない事を理解しつつもその御供を志願するが、紅麗の義母・月乃の護衛を果たすことも重大な使命だと諭され、最後には深々と頭を下げ紅麗たちを見送った。
嘴丸（くちばしまる）
声 - 高木渉
三羽烏の1人。魔導具「嘴王」を使い手で、逆立てた頭髪と金属製のマスクが特徴。嘴王は所有者の意思で自由に動く遠近自在・攻防一体の強力な魔導具だが、その力を全く使いこなせておらず、手裏剣を確実に当てるための補助武器程度にしか用いていなかった。嘴王はこの戦いの後に土門に奪われ、その真価を十全に発揮することになる。
爪丸（つめまる）
声 - 江川央生
同じく三羽烏の1人。魔導具「鬼の爪」の使い手で、太った巨体に、包帯でぐるぐる巻きにした表情の窺えない頭部（アニメではバンダナとサングラスを着用）が特徴。かつて小金井が未熟だった頃、特訓相手として戦っている。鬼の爪の切れ味は鋼金暗器に匹敵するが、導具の力を全く出しきれていない。鬼の爪はこの戦いの後に風子に奪われた。
羽丸（はねまる）
声 - 山崎たくみ
同じく三羽烏の1人。魔導具「飛斬羽」の使い手。くま取りのような顔のタトゥーとモヒカンヘッドが特徴。飛斬羽は飛行可能魔導具で羽が刃になるが、導具の力を全く出しきれていない。3人の中では唯一魔導具を奪われていない（あるいは奪われながらも再利用されていない）。

### 麗予備軍
麗の中でも、年齢や実力が基準に達していない者の集まり。
森川 願子（もりかわ がんこ） / プリメラ
声 - 浅井清己
元森光蘭の仲間で魔導具「形傀儡（かたくぐつ）」の使い手。9歳の少女（コミックス第7巻）。事故で亡くした母に瓜二つのマネキン人形（＝形代零蘭）に心を奪われたことで紅麗につけこまれ、人形に意思を与える「形傀儡」と引き換えに手下になることを余儀なくされる。風子に敗れた後は、霧沢家に引き取られた模様。対麗(魔)の魔幻紗戦では、無意識ではあるが相手を攻略するヒントを風子に与える等の活躍も見せた。風子が大好きでいつも一緒に遊びたいと思っているが、本人が忙しいため、なかなか遊べないでいる。
アニメ版ではレギュラーキャラとなり、裏武闘殺陣にも烈火達と共について来た。8巻のカバー折り返しに彼女のイラストが載っているが、名前を「森下願子」と誤植されている。
形代 零蘭（かたしろ れいらん）
声 - 天野由梨
森川願子が魔導具「形傀儡」で操っていた人形で、彼女の亡くなった母に酷似している。初登場では願子が人形のふりをして形代が人間のように見せていた。言葉は喋れないが、独立した意志を持っている（アニメ版ではオリジナル設定でちゃんと言葉を喋れる）。願子が風子の家に住むようになってからも魔導具によって動かしている様子。
コンちゃん / 近藤さん（こんどう）
声 - 大川透
森川願子が所有するキツネの人形。アニメ版では「近藤さん」の名義となっており、裏武闘殺陣編において零蘭の代わりに「形傀儡」を取り付けたマスコット的なキャラクターとして登場している。後に原作に逆輸入され、留守番中の願子が遊ぶぬいぐるみの「コンちゃん」として登場している。

### 麗（幻）
幻獣朗が率いるチーム。メンバーが幻獣朗によって改造されている。
幻獣朗（げんじゅうろう）
声 - 大木民夫 / 河合広雄（パチスロ版）
十神衆の一人。かつて中国で「仙人」と称えられた小柄な老人だが、紅麗に敗北した事で麗に加入する。表向きは仙人のような穏やかな老人だが、紅麗を倒し自らが頂点に立つという野心があり、人体実験を繰り返し配下を平然と捨て駒にする非道。
魔導具「夢幻」の使い手で、また本人の能力として幻術「別魅」を使う。心霊医術を使い、キメラやクローンを作れる。秘かに森と手を組み、その能力を用いて紅麗のクローンをつくる計画の主軸を担い、葵と煉華を誕生させた張本人。
裏武闘殺陣では麗（幻）のリーダーとして出場し、烈火の八竜を我が物にしようと「八竜剔出術」を行うも、剔出した八竜が一番凶悪な「刹那」だったためその逆鱗に触れ敗北。紅麗を侮辱した上に烈火に負けたことから音遠に粛清され死亡したと思われていたが、「SODOM」で生きていたことが判明し音遠と戦うことになる。しかし慢心して音遠を甘く見過ぎていたため、結局は音遠の「磁双刀」で倒される。
獅獣（しじゅう）
声 - 伊藤栄次
麗（幻）の一人。幻獣朗の心霊手術によってライオンの遺伝子を埋め込まれ、人間と獣のキメラとなった。考えることができないため小金井のトリッキーな戦法に敗北する。
ほとんど獣と化しているため、相手を殺害した後は捕食するという人肉嗜好。原作ではかなり化け物じみた容姿だが、アニメでは毛むくじゃらで大幅に容姿が異なる。
永井木蓮
詳細は「#麗兵隊」を参照。
砂倉 瑪瑙（さくら めのう）
声 - 皆口裕子
麗（幻）の一人。幻獣朗の心霊手術によって魔導具「式髪」を埋め込まれた少女。元々は普通の女子高生だったが、幻獣朗に式髪に最適な髪質であることを見出され、父親を人質に取られ麗（幻）のメンバーとして烈火と戦うことになる。敵ながら父親を救うために尽力してくれた烈火に信頼以上の感情を持っている。また、火影VS麗（音）の際の混乱から助けてくれたジョーカーともいい雰囲気になっていた。

### 麗（音）
音遠が率いる3人だけのチーム。裏武闘殺陣に参加したチームの中で唯一女性のみで構成されており、メンバー同士の結束は固い。
音遠（ねおん）
声 - 松谷彼哉
十神衆の一人。紅麗のメイドとして働いていたが、紅の悲劇の現場を見て、紅麗のために戦うことを選んだ。磁生や雷覇と同様忠誠心が強く、紅麗のためならば命を投げ出すことも惜しまない。裏武闘殺陣では麗（音）のリーダーとして出場し、魔導具「不狂和音」を使い魅希とのコンビネーションで火影（水鏡、烈火ペア）を苦しめるも敗北した。水鏡に不狂和音を破壊されてからは磁生が遺した「磁双刀」を使う。また、本人の特殊能力として「結界」を操る能力がある。この結界は殺傷能力こそはないが、「円」の炎の結界とほぼ同等の強固さを誇る。
煉華の完成によって森にもはや不要と見なされた紅麗を間一髪のところで救い、介抱していく中で二人の間に愛が芽生えたが結ばれることはなく、天堂地獄破壊後、「最後の役目」を果たすべく時空流離によって戦国時代へ向かった紅麗を涙ながらに見送った。
SODOM編では生存していた幻獣朗と再戦。当初はV-2による物量作戦に苦しめられるもののミクル達を撃破した土門、魅希、亜希が合流したことで形勢が逆転、結界を張って逃げられなくした所を瞬殺した。
いずれのゲーム版でもプレイアブルキャラクターとしての登場はしていない。
亜希（あき）
声 - 緒方恵美 / 皆川純子（ゲーム版）
幻覚系の魔導具「言霊」を使う麗（音）の一員。魅希の妹。言霊を発動させる時「刮目せよ。○○」と言うと蛇が現れるなどのことを現実のように見せるが、実は相手の脳に言い聞かせているだけで発動範囲外にいる者には何も見えない。いわゆる貧乳だが細身で妖艶な美女であり、上の服と紺色の長いスキニージーパンを脱がせる色仕掛けで土門を誘惑するなど蠱惑的な戦法も見せた。火影との一戦以降、月白や土門にツッコミを入れる等コミカルな一面が増えている。
PSゲーム版ではプレイアブルキャラクターとして登場。魅希と二人で一人のキャラクターとして登場する。魔道具「言霊」の効果は強制的に相手を気絶状態にして動けなくさせるものになっている。
魅希（みき）
声 - 濱野ゆうき
（移動型）魔導具「韋駄天」・「矢魔彦」を使う麗（音）一員。亜希の姉。韋駄天の効果で素早く移動し攻撃する。
SODOMには亜希とともに参戦し、土門と共闘した。
この姉妹は音遠に対して同性愛を思わせるような素振りを見せていたが、アニメ版では本当の姉妹のように孤児院で共に育っていたことになっている。
PSゲーム版ではプレイアブルキャラクターとして登場。亜希と二人で一人のキャラクターとして登場する。

### 麗（雷）
雷覇一人のみのチーム。しかしながらその実力は桁外れで、裏武闘殺陣ではたった一人で17人抜きを果たしてCブロックを制した。準決勝で呪に敗退するが、余力を残したままの投了であって実力で敗れたわけではない。読みは原作では「らい」だったが、アニメ版では「いかずち」になっている。
雷覇（らいは）
声 - 遠近孝一
十神衆の一人。2月18日生まれ。のほほんとした風貌の一見頼りない若者だが、裏武闘殺陣においては麗（雷）の唯一のメンバーとして参加し、魔導具を使わずに準決勝まで勝ち進んできたという実力者。そのギャップを赤穂浪士の大石内蔵助になぞらえ、紅麗は「昼行灯（ひるあんどん）」と評した。無益な戦闘や殺傷を避ける傾向があるが、容赦ない一面もある。
音遠・磁生と共に紅麗へ忠誠を誓った一人で、紅麗が最も信頼する腹心。実は火影忍軍の子孫で、火影の裏切り者（いわゆる天正伊賀の乱において仲間が次々と戦死していく中、死を恐れて逃亡した一党）の血が流れており、本人はその汚名を雪ぐために紅麗に尽くしているつもりだが、その忠誠心はあくまで雷覇個人の感情である。
最強の魔導具の一つ「雷神」を使うが、本人は雷神の力を恐れ、「SODOM」までは使わないでいた。風子は対となる魔導具である「風神」を持っているため運命的に接触することになり、助力やアドバイスを行なっている。裏武闘殺陣編までは髪を結んでいたが、天堂地獄編以降ほどいている。
アニメでは最後まで硬派な性格で、麗（紅）戦は試合前に辞退している。また、服装も全身黒一色。

### 麗（鉄）
磁生が率いるチーム。麗（音）戦後に音遠が「最大の壁」としてその名を挙げたが、Bブロック三回戦の麗（魔）との戦いにおいてメンバー全員が魔元紗に殺され敗退した。
磁生（じしょう）
声 - 金尾哲夫
十神衆の一人で額に縦状の傷が数本ある強面の大男。紅麗の館において音遠や雷覇等と共に登場した最初の十神衆の一人であり、小金井曰く「自分の知る限り、麗でもっとも強い」、「紅麗も一目置く」と言われるほどの戦闘力の持ち主。烈火達の強敵になると目されていたが、魔元紗の空間転移を見破る事ができず死亡し、彼が烈火達と戦うことは無かった。後に音遠や巡狂座の回想から紅麗への忠誠心が強く、麗の最初の兵隊として巡狂座に麗への加入を持ちかけた人間であったことなどが明かされその人物像が深く掘り下げられている。紅麗もそんな彼の精神を認めており、自身の不死鳥の力によって紅と同様に自らの炎とし、共に戦うことを許した。生前は魔導具「磁双刀」を使っており、彼の死後は再び紅麗のために戦う道を選んだ音遠の武器となった。

### 麗（魔）
魔元紗が率いるチーム。紅麗もその存在を知らなかったチームで、その正体は森が送り出した裏麗の一員。
魔元紗（まげんしゃ）
声 - 塩沢兼人
餓紗喰の兄。麗（魔）のリーダーで、常に落ち着き払った言動と敬語で話す男性。奇妙な鎧で全身を隠しているため素顔は不明。人の魂を砲弾にする魔導具「砲魔神」と、空間の歪みを作りあらゆる物の空間転移を可能にする空間（魔次元）を作ることができる「次元界玉」の使い手。
実は現実世界での「魔元紗」は中身のない人形であり、本体は魔次元の中から人形を操作し、自分の手を汚すことなく勝利を勝ち取り、あわよくば十神衆への昇格を狙っていた。そのため人形の方を攻撃しても決して倒すことはできない。大会に参加した目的は柳の拉致。敗北した月白と火車丸を制裁のため魔次元へと幽閉し、風子も取り込んでしまった。餓紗喰に関しては処分は後回しとして温情らしきものを見せている。
大将戦では開始と同時に人形の姿に変装させた偽物を土門と戦わせ、その隙に柳を拉致しようとしたが烈火に阻まれる。この時の烈火の攻撃によって次元界玉にヒビが入ったことで魔次元にわずかな隙間が生まれたため、風子たちから逆襲を受け本体は風子にぶっ飛ばされる。更に現実世界では偽物と入れ替わって土門と戦うも思わぬ奮闘の前に手を焼くこととなり、磁生を殺した「砲魔神」も通じず勝負を決められずにいた。そこへ風子にぶっ飛ばされた本体が魔次元を破られ、土門の前に表出。それを見た土門は「姿を消して隠れていた」という的外れな推理を確信し、大声で否定する魔元紗はパンチ一発でぶっ飛ばされ完全敗北した。
紅麗の意向に反して戦闘中に柳に手出ししたことが彼の怒りを買い（後に紅麗が磁生を重用していたことが明らかとなり、魔元紗が磁生を殺したことも理由の一つである可能性もある）、Jキーパーにより処刑された（アニメ版ではJキーパーは登場せず、代わりに紅麗によって処刑された）。餓紗喰の兄ではあるが、彼とは違い魔導具頼りの戦闘手段しか持ち合わせておらず月白と火車丸からも「魔次元をとったらタダのヘナチョコ」と評されていた。弟とは対照にヒョロヒョロの優男で素の口調は威厳もなにも感じさせない小者である。
後に彼が動かしていた人形は、「裏麗最強」とされていた門都の強さに憧れてその姿を真似たものであったことが判明している。
餓紗喰（がしゃくら）
声 - 沢木郁也
魔元紗の弟。27歳。一見ただの戦闘狂に見えるが、自身が認めた相手は女性であろうと見下さず、また対等な条件で戦うために自らの魔導具を破壊するなど闘いに関しては武士道とでも呼ぶべき高い信念を持っており、対戦相手となった風子にも好感を感じさせた。麗（魔）の一員で伸びる巨大な爪の魔導具「凶蜘蛛」を持っているほか、巨大なモーニングスターを武器とする。火車丸の麻痺毒によるものではあるが事実上、烈火に勝利している。ただし試合開始前にリングから追い出したに過ぎないので、試合としてはカウントされていない。敗北後裏麗を脱退し、烈火達の仲間になる。素顔は渋めな、なかなかの二枚目だが、その風貌に似合わずクマのぬいぐるみが好き。好きな食べ物はかき氷（イチゴシロップ）。愛読書は赤ずきんちゃん（単行本折り返しのおまけインタビューより）。
兄弟の仲は別段悪くなかったらしく、兄が処刑される時は悲痛な叫びを上げたり、門都が彼の死を侮辱した際には怒りを見せていた。魔元紗も弟が敗北した際には「役立たず」と吐き捨てはしたものの処遇そのものは後回しにしていた（逆に月白と火車丸は敗北後すぐさま魔次元送りにしている）。
月白（つきしろ）
声 - 関智一
麗（魔）の一員。試合前には自分の魔導具のヒントとして透明人間を表す包帯を全身に巻いていた。自分が美少年で学があることを誇りに思っている重度のナルシストで、傷つけられる（特に顔）と態度が豹変する。魔導具「朧」・「海月」を使う。朧は姿を隠すことができる魔導具であり、海月は三日月形の剣である。 敗北後烈火達の仲間になってもその自己陶酔振りは相変わらずであるが、僅かながら他者を認める発言が見られるようになった。裏武闘殺陣での火影戦敗退後は餓紗喰、火車丸と共に抜け忍として裏麗を脱退し、SODOM編では3人揃って火影をサポートする。
火車丸（かしゃまる）
声 - 長島雄一
麗（魔）の一員の忍者。口癖は「～でゴザル」。魔導具「偽火」の使い手。毒や解毒薬の調合もできる。偽火と忍具を組み合わせて偽火竜を作り烈火を幻惑させたが、今まで見たことのないものは作り出せないため新しく出てきた塁に敗れた（然し彼の武器には麻痺毒があり、その効果で烈火は次の餓紗喰に敗れる）。敗北後、烈火達の仲間になる。魔元紗に捕らえられ脱出を図った際に率先して行動した風子の気風に惚れ込むが、あっさりとフラレてしまった。TVアニメのオープニングでは、土門と対戦しており、服の色が青になっていた。

### 麗（紅）
紅麗が率いる第一回及び第二回大会の優勝チーム。メンバーは全員が十神衆で構成されており、他の麗のチームとはレベルの違う強さを持つ。決勝で火影と戦うまでは、第一回及び第二回大会も含めた全試合で誰一人として無敗、対戦者は99％死亡という記録を持っていた（死亡しなかった1％は途中棄権した雷覇や、前大会で戦った鎖悪架子のメンバーなど）。
呪（ノロイ）
声 - 古澤徹 / 藤井剛（パチスロ版）
十神衆の一人。顔面を蔽う無機質な仮面を着けた筋肉質の男で、両腕に埋め込まれた火器「アームキャノン」と魔導具「縛呪（ばくじゅ）」を使う。また、仮面の後頭部には僅かな長髪があり、身体が破壊されても仮面のみで浮遊して動くことができる。実は呪という人間は実際には存在せず、意思を持つ仮面の魔導具「縛呪」によって操られる死体が呪という人物となる。しかし死体はいずれ腐敗し朽ちるため、「縛呪」は身体という名のパーツを取り替えて生き永らえてきた。そして、「縛呪」が求める次の身体こそ対戦相手である土門であったため、戦闘中は土門の身体を必要以上には痛めつけず、「欲シイ…」という言葉を幾度となく呟きながら、リングから落ちそうになる土門を助ける等、奇妙な言動を見せた。死体ゆえに痛みを感じず、筋力を全開の状態で使用できるため土星の輪を使用している土門以上の怪力を誇る。その特異な存在と実力故、後に登場した死四天の蛭湖からは「魔人」と評されていた。決勝では鉄丸を発動させた土門に追いつめられるものの隙が生じたのを狙い、縛呪の本体である仮面を土門に装着。土門の記憶や意識を破壊し、死体にして身体を乗っ取ろうとした。命は呪のことを、「プログラム（土門）を破壊するコンピュータウィルス(縛呪)」と称しており、一度は土門の身体の主導権を完全に掌握し、麗側のコーナーに歩み寄ることで土門を敗北させようとしたが、土門の精神世界で記憶の破壊を行っている際に彼の内部に眠っていた烈火を初めとする仲間達の記憶、延いては強い精神力を目覚めさせてしまったため、記憶の破壊に失敗し、半壊。そのまま意識を取り戻した土門の一撃によって破壊された。
戒（カイ）
声 - 大塚明夫 / 中山真吾（パチスロ版）
十神衆の一人。ドレッドヘアといかつい顔つきが特徴の、生粋の武人。魔導具「氷魔閻」を使う。元は己の流派を持ち、流浪の他流破りをしていたが、ある時出会った巡狂座に敗れ氷紋剣を習う。その時自らを上回るという兄弟子・水鏡の存在を再三突きつけられ、彼が7年をかけて習得した技術をわずか１年で習得するなど打倒水鏡に異常なほどの執念を燃やすようになった。決勝では水鏡の姉の敵だと名乗って水鏡に戦いを仕掛け、やや有利に戦闘を進めるも、水鏡の捨て身の一撃によりお互いが倒れたため、ルールが「先に立ち上がった者が勝ち」となる中、致命傷を負っているにもかかわらず「打倒水鏡」の執念から半ば本能的に立ち上がり勝利した。ついに悲願を達成した事への喜びを噛み締めた後、美冬を殺したのは自身ではなく、彼らの師・巡狂座であることを告げ、「氷魔閻」を自らに突き立て自害。
当初は水鏡への勝利に対しては異常な執念を持っていたが、戦闘後には水鏡との間に奇妙な友情さえ芽生えており、ごく短い付き合いでありながらも彼の存在は後に水鏡の心を大きく変えた。水鏡を超えるという一心しかなかった彼だったが、根は優しい心の持ち主で、紅麗に対しては忠義に厚く、紅麗も彼の死を悼んでいた。巡狂座の意図も心の中では分かっていたようである。また、火影のメンバーも彼を立派な戦士と高く評価していた。
TVアニメ版では、自身を「水鏡の兄弟子」、「巡狂座が水鏡の才能を見出して以降、スペアとして扱われるようになった」と語っている。
命（みこと）
声 - 本多知恵子 / 水口まつり（パチスロ版） / 野田順子（ゲーム版）
十神衆の一人。くノ一衣装を身に纏った妖艶な女で、麗の中では作戦参謀の立ち位置にいた。魔導具「毒魔針（どくましん）」「解毒丸（げどくがん）」人型魔導具「魅虚斗（ミコト）」「白髭（しらひげ）」「大飛出（おおとびで）」を使う。魔道具以外では短刀、トンファー、銃（アニメのみ）といった武器も使っていた。自分の目的のためなら嘘や騙し討ち等の卑怯な手を平気で使い、それでいて自分がもっとも大切なので、本作登場の女性の中で最低最悪の性格をしている。裏武闘殺陣では、決勝戦まで毒魔針を装着した魅虚斗の中に潜んでいた。毒魔針で毒に侵された相手が命乞いをする様を見て悦に浸り、死んでいく様を見るという最悪の趣味の持ち主。当初は風子を相手に優位に立つが毒魔針を逆手に取られ追い詰められていき敗北を認めた。にもかかわらず勝利宣言直前で不意打ちで風子を破り無理やり勝利する。試合後はそのまま風子から逆襲され腕の骨をへし折られて痛めつけられた挙句、それまで行動に不満を感じていたジョーカーによって場外まで投げ飛ばされさらに重傷を負う。
試合後は麗を裏切って裏麗に入り、木蓮の恋人になる。木蓮以前の人間に愛されたことがなく、恋人の木蓮を本気で愛してしまい、自分でも知らないうちに心の内が変わっていた。封印の地では、魅虚斗を上回る性能を持つ白髭を用いて水鏡に挑むも一撃で戦意を削がれ敗北。SODOMでは最後の人型魔導具である大飛出を用いて一度は空海をダウンさせたが鬼となった空海の一撃に敗北。敗北後、木蓮の行動を邪魔したため彼に刺されてしまうが、恨み言一つ言わず、彼に抱かれながら安らかに目を閉じ、儚く共に散っていった。なお、アニメ版では毒魔針に犯されてしまいステージの外に落下し死亡する。
Jキーパー（ジェイキーパー）
十神衆の一人（偽）。餓紗喰を上回る巨体の持ち主。大理石を砕く「必殺皇剣」（魔導具かどうかは不明）の使い手。紅麗の命令により魔元紗を殺害する。その後、ドームに忍び込んできた最澄と小金井に襲い掛かるが、自らが単なる代理の十神衆であることを告げた本物の十神衆であるジョーカーの手により殺される。名前の通り「J（ジョーカー）」を隠すための存在（キーパー）に過ぎないことをジョーカーに告げられた。TVアニメ版には登場しない。
ジョーカー
声 - 真殿光昭 / 宮負潤（パチスロ版） / 小野坂昌也（ゲーム版）
十神衆の一人。年齢は28歳くらい。飄々とした自由な性格をしており、常に軽い口調で関西弁をしゃべる。「常に楽しいことをする」をモットーにしており、麗への加入もそのあたりが関連する。「楽しくなくなったら抜ける」と言いながらも音遠・雷覇と共に紅麗の元に最後までつかえていた。女の子には優しくするが、嫌いなタイプには冷たくなれるクールな一面もある。唯一、紅麗への対等な口のきき方を許されている存在であり、紅麗も彼の飄々とした気性に好感を持っている。時に火影と共に行動したり、スパイをしたりする。初登場時から裏武闘殺陣終了までの間はピエロと死神をかけあわせたような独特の衣装を着用していたが、最終的に火影の誰一人として誰なのかわからないくらいカジュアルな格好になった。どの格好をしていても帽子やマスクで顔の上半分が見えたことがない。重力を操る魔導具「帝釈廻天（たいしゃくかいてん）」を使用する。小金井をライバル視して好感を持っており、彼と裏武闘殺陣で戦うが、重力の特性を利用した剛金暗器の六の型「無」によって敗北した。
終始再戦を望んでいたが真剣勝負は叶わず、SODOMにて奇襲してきた門都から小金井を逃がした後、門都を圧倒するがトドメを刺す寸前の隙を突かれジョーカーも重傷を負ってしまう。最期は自ら作ったブラックホールで門都を道連れに引き込み消息不明となった。
TVアニメ版では決勝開始まで登場しなかった上に、小金井戦も少ししか戦わず試合放棄と、原作と存在感の差が大きく生じた。
PS2ゲームでは隠しコマンドを入力すことでプレイアブルキャラクターとして使用が可能となる。最強必殺技のブラックホールは使用すると自身もダメージを受ける。

## 裏武闘殺陣

### 空
裏武闘殺陣において、火影が一回戦で戦ったチーム。かつては東北最強として名高い格闘集団だったが、時代の流れと共に格闘集団としての存続が苦しくなり、今では殺人を請け負う殺人集団として有名になってしまっている。
空海（くうかい）
声 - 石塚運昇
裏武闘殺陣で「空」の大将を務めた師範代。42歳。裏武闘殺陣には殺人集団だと思われつつある「空」の名誉を取り戻すために出場するが、火影に敗退。しかし観客からはその戦いぶりに盛大な声援を受ける。武器や特殊体質、魔道具など使って戦う他のチームメンバーと違い、完全な体術のみで戦うが、その拳から繰り出される拳圧は烈火の崩をほぼ消し去ってしまうことができる程洗練されており素手でも相当な実力を持つ。普段は温厚で豪放磊落な性格から「仏の空海」といわれているが、三度の打撃（「仏の顔も三度まで」という意）により冷酷な戦闘マシーン「鬼の空海」となる。鬼となった空海の肉体はそれまで以上に硬質化し、その拳は人型魔導具では最強の「大飛出」を一撃で粉砕することができるほどに重みを増すようになるため、音遠からは「寒気のする強さ」、幻獣朗からは「文字通りの変身」とそれぞれその実力を評されていた。とはいえ、その状態になっても烈火に対する恩義を忘れることは決してなかった（アニメでは「鬼」という魔導具によるもの、という設定になっている。またアニメでは原作より濃厚な顔立ちで、「鬼」状態の顔は仁王のようである）。
SODOMでの戦いでは「空」メンバーを連れて（このとき「空」の師範になった）烈火達の応援に駆けつけ、烈火と共に木蓮・命ペアを倒すなど少なからず手助けをする。ラストでは裏武闘殺陣を主催する（森主催のものと違ってクリーンな武術大会）。
最澄（さいちょう）
声 - 野田順子
裏武闘殺陣で「空」の副将を務めた魔道具使い。空海と同じく「空」の名誉を取り戻すために裏武闘殺陣に出場し、烈火と戦う。心臓に病があって15分以上戦えない（アニメでは裏で殺人を請け負うようになった「空」のメンバーたちを止めようとして戦ったとき、深手の傷を負い長時間のバトルはできない、という設定となっている）。使用していた魔導具は紙に気を送り込むことで紙を硬質化させる式紙。あるきっかけから小金井と親友となるが、それがもとでジョーカーに攻撃を受け、瀕死の重傷を負うが決勝戦の小金井対ジョーカー戦の最中に会場に姿をあらわし、小金井を激励する。元々折り紙を折るのは得意なようで鶴程度であれば一瞬の内に折ることができる。
SODOMでは空海らとともに援軍として駆けつけ、餓紗喰、月白、火車丸とともに門都と戦った。また、このとき「空」の師範代になっていた。この際は明らかに15分以上戦っており、病気は克服した模様。顔が可愛いため、作者も性別を曖昧にしたくなってしまうほどだったと語っている。
藤丸（ふじまる）
声 - 伊藤栄次
空海、最澄と共に「空」のメンバーとして裏武闘殺陣に出場し、中堅を務めた武器使い。2月20日生まれ。チームメンバーである他の四人と違い卑劣で品がなく、敵ならば幼い子供であろうとも容赦をしない残忍な性格で、風子を裸にしてから殺そうとし次々白いポロシャツや紺色のスキニージーパンなどの服を切り裂いて、風子を下着姿にするが、汚いやり口に堪忍袋の緒が切れた風子にあえなく撃沈。敗北後は対火影戦以後においては、風子に「エロ野郎」呼ばわりされながらも、敗北後は僅かながら人情味のある言動を見せる。ある意味作中でも特に人間臭いキャラ。素早い動きと両手の鎌による一撃離脱戦法が得意。SODOMではマリーにモグと命名された。女性に対してやたら「ブス」と暴言を吐く癖がある。
大黒（だいこく）
声 - 大滝進矢
空海、最澄と共に「空」のメンバーとして裏武闘殺陣に出場し、先鋒を務めた棒術使い。「空」随一の棒術使いであり、棍棒をキリモミ回転させて破壊力を増大させる技を持つが、水鏡からは「曲芸」と評され手傷を負わせたが、奮戦空しく敗退する。南尾曰く「いつもクソ真面目」。
南尾（みなみお）
声 - 伊藤健太郎
空海、最澄と共に「空」のメンバーとして裏武闘殺陣に出場し、次鋒を務めた猫目が特徴的な男。「異常に柔軟な肉体」を持ち、それを利用したトリッキーな動きで相手を翻弄する（アニメでは「軟」という魔導具による能力であるという設定になっていた）。試合の結果は土門と引き分けだったが、後に土門を「俺に勝った男だ」と口にしていた。SODOMでは仲間を率いてゾンビを撃退していたが、門都に殺されてしまった。門都からは、「一人だけ、少しだけ楽しい奴いた」と評価されている。その直後、仲間と共に一時的に紅麗の炎となって門都を倒し、その無念を晴らした。

### 鎖悪架子（サーカス）
火影のAブロック決勝戦の相手。前回の裏武闘殺陣での麗（紅）と対戦し、呪一人に敗北し、メンバーの一人架凛を殺害される。復讐のために今大会に出場するも、前回の大会のレベルを大きく上回るその戦いの中でメンバーが次々と死亡し、火影と対戦するときには夜子魯のみとなっていた。チーム名の「鎖悪架子」はメンバーの名から一字ずつ採ったもの。
アニメではチーム名のみの登場。火影との試合も前の試合の怪我の悪化を理由に棄権し、火影との交友は全く描かれずほとんど無いも同然の存在だった。
夜子魯（やしろ）
チームリーダー。火影に麗（紅）への復讐を託して、戦いを辞退する。その直後に前試合までの負傷で死亡。実力は烈火が一目で強いと感じるほど。また、辰子も彼に対して少しながら心を動かしていた。
骸悪（がいあ）
メンバーの一人。2回戦で死亡。サングラスをかけた強面の大男。
千鎖（ちぐさり）
メンバーの一人。3回戦で死亡。愛用していた鎖付きの槍は魔導具で、虚空が語ったイメージ画の中にも含まれている。
架凛（かりん)
前回大会で呪によって殺されたチームの紅一点。

### 十二支
裏武闘殺陣で審判や司会を務める女性たち。それぞれ十二支をモチーフとした衣裳を身にまとっている。
子美（ねみ）
声 - 中川亜紀子 / 小澤亜李
主に審判よりも実況を務め、作中でも辰子と並んで特に出演の多い十二支。小柄なショートカットの女性でねずみの耳と尻尾のアクセサリーをつけている。辰子とはプライベートでも特に仲がいい様子。水鏡のファンらしい。
牛乃（うしの）
麗（雷）vs麗（紅）戦で審判を担当。牛柄のビキニと牛角、セミロングの髪が特徴。メガネっ娘の巨乳。20歳。4月26日生まれのAB型。単行本のカバー折り返しではセミヌードも披露した。
虎葉（とらは）
声 - 諏訪彩花（パチンコ版）
土門vs呪戦で審判を担当。虎柄ビキニに片目の隠れたセミロングの黒髪、頬には虎縞を意識したペイント。マイペースな性格で大会ルールに則さない選手の勝手な行動にも動じない。水鏡派。
卯美（うみ）
声 - 三石琴乃
魔元紗戦で審判を担当。ウェーブのかかったロングヘアに、ウサギ耳と太い眉が特徴。裏武闘殺陣の司会を務めている一人。おっとりとした性格。原作者である安西の初連載作品「R・PRINCESS」の登場人物「船木海」と瓜二つである。
辰子（たつこ）
声 - 吉田古奈美 / 雨宮天
ストレートロングの黒髪に、竜の角とおぼしきアクセサリが特徴。火影の初試合での司会役で、烈火の試合を見て彼に惚れた。以後は積極的にアプローチするが、ギャグ描写によって無駄となることが多く、最後は恋のライバルであった柳にアドバイスをして身を引いた。
里巳（さとみ）
水鏡vs戒戦で審判を担当。ロングヘアに「白蛇」と描かれたハチマキが特徴。ハツラツとした元気キャラで年齢22歳、水鏡命。
亜馬樹（あまぎ）
馬耳のアクセサリとそばかすが特徴。先に人参の付いた竹刀がトレードマーク。優しい性格で、辰子の気持ちを察して決勝戦最終試合の審判の権利を譲った。
羊子 （ようこ）
声 - 荒木香恵
風子vs餓紗喰戦で審判を担当。パーマがかったプラチナブロンド（?）の髪と羊の角を模したアクセサリが特徴。
猿奈（えんな）
風子vs命戦で審判を担当。二本のみつ編みおさげと赤いお尻が特徴。年齢15歳、レズビアン。だが、実際は可愛ければ性別は関係ないらしい。風子と水鏡、犬子が好き。一人称は「僕」。
魅鳥（みどり）
小金井vsジョーカー戦で審判を担当。目元の隠れたショートカットと背中の翼の飾りが特徴。ボーイッシュでかなりガラが悪い。
犬子（いぬこ）
声 - 野田順子
小金井vs月白戦で審判を担当。赤茶系のセミロングと犬耳、熱血ハチマキとトゲ付き首輪&腕輪が特徴。男っぽい喋り方をする。
亥子（いのこ）
Dブロック担当の審判。子どものような見た目で、ハネまくった髪の毛と眼帯が特徴。土門のことが大好き。一人称は「僕」。

## 裏麗（うらうるは）
紅麗の率いる麗とは異なり、森光蘭直属の組織。麗の中でも、特に戦闘能力が高いものや危険人物の寄せ集めであり、麗の裏切者や失敗者の暗殺が主な任務だったが、裏武闘殺陣後、本格的に活動を開始する。

### 首領
森 光蘭（もり こうらん）
声 - 納谷六朗 / 小林範雄（パチスロ版）
紅麗の養父。斜視。COCOM財団の総帥で、表向きには募金活動をするなど慈善事業家としての顔を持つが、実は裏の社会の首領で、非合法の武道大会「裏武闘殺陣」の元締でもある。性格は極悪非道かつ、鬼畜そのものの男。他人のことは自らの欲望を満たす道具としか見ていない。その反面、世の中の真理をついた発言も少なくない。幼い頃からしたいと思ったありとあらゆる物事をどんなことをしてでも実行する強烈な欲望を持っており、永遠の命を手に入れたいと考えている。そのため、治癒の力を持つ柳を狙う。時空流離により流れてきた紅麗を育て、その力を利用していたが、その一方で彼の反逆を恐れ怯えていた。煉華が誕生したことで堂々と紅麗を裏切り、自身の現時点での欲望を叶えられる究極の魔導具「天堂地獄」を手に入れようとする。
合一後は自分に仕えるメイドなど罪もない人々を喰らっていき、天堂地獄の肉体を生成していく。柳を手中に収めた後、天堂地獄の一部となって烈火たちと対決。ついに柳の力を喰らい念願の不老不死となるが、柳の魂と烈火の力により生まれた「烈火の炎」で死者で形作った肉体を癒され、敗北。残った肉体も紅麗の一撃でほとんどが消し飛ばされ、天堂地獄の頭部に寄生していた海魔と共に命乞いをするが、聞き入れてもらえるわけがなく烈火の拳によって完全に砕かれ最期を迎えた。
GBA版では大型の中ボスとして戦うが敗北。突如現れた紅麗にトドメを刺されそうになり、「もう一度一緒に……」と命乞いするも焼き払われて死亡する。
PS2版では天堂地獄と合一し、半ば人間離れした姿でプレイアブルキャラクターとして登場。ただし、この形態は本体ではなく森の人格を有した分身である。ラスボス戦の前に土門、風子、小金井が森と戦い、水鏡が天堂地獄と戦い、最後に烈火がもう一度天堂地獄と戦うという内容になっている。
天堂地獄（てんどうじごく） / 戦闘の天堂地獄
声 - 子安武人（パチンコ版） / 風間勇刀（PS2ゲーム版）
海魔によって生み出された究極の魔道具だが、その危険性から封印されていた。永い眠りについていたが森光蘭と接触したことで目覚め、彼と合一を果たす。一人称は「我」。顔立ちは美形の青年で、体格も比較的人型に近いものの、外殻のような角ばった皮膚が所々にできており禍々しさを醸し出している。また内部には海魔の魂も込められているため、森光蘭の肉体をベースに天堂地獄と海魔の魂という三者結合状態となっている。当初は尊大かつ落ち着いた言動だったが、段々と哄笑や狂気的な表情を見せるようになっていった。
肉体を構成するために幾多の人間を喰らい、その血肉によって「天堂地獄」が形作られている。最終決戦ではついに柳の肉体を喰らい「治癒」の能力を獲得。「不老不死」という特性を得て勝ち誇るが、烈火が柳の魂と一つになったことで生まれた「烈火の炎」により、今まで食い殺した人たちの肉体を癒され、ほとんどが消滅。最後に残った天堂地獄の頭部とそこに巣食っていた森と海魔ごと紅麗の炎によって肉体を消し飛ばされ、最後に残った頭部も烈火の拳によって粉砕され、完全消滅した。
TVアニメ版では登場前のエピソードで終了したため未登場。
PS2版のゲームではプレイアブルキャラクターとして初登場。ラストボスを務め、煉華の「煉獄」や烈火の技を真似た「炎の刃」を使用する。ラストボス戦後は、32分にも及ぶアニメーションムービーが挿入され、原作の展開を忠実に再現したシーンが流れる。
吸収の天堂地獄
もう一匹の天堂地獄。巨大な蛇のような姿をしており、壁や地中に潜んで奇襲攻撃を仕掛け、口内に捉えた相手の魂を喰らい力に還元してしまう能力を持つ。こちらは人語を解さず上記の「戦闘の天堂地獄」の支援的な存在となっている。分身や下位存在ではなく、二つ合わせて天堂地獄の本体である。最終決戦の後半では天堂地獄の下半身と融合し、一つの存在となって烈火と戦った。

### 主なメンバー
螺閃（らせん）
声 - 桐井大介
裏麗のリーダー。無口で無表情。魔導具「光界玉」の使い手で元十神衆。初登場とほぼ同時に十神衆が事実上解体され裏麗に君臨したため、麗としての活躍や紅麗との絡みは一切ない。彼の持つ魔導具「光界玉」は形あるもの無きものにかかわらずあらゆるものをこの世から抹消すことができる反則的な能力を持っているが、その反作用で自分の大切なもの（例：声・感情・肉親など）をなくしてしまう。その消したものの価値に比例して失うものが決まる。子供の頃、光界玉で母を失ったトラウマから苦しみ、以来「自分を消すこと」を目的として裏麗に加入する。烈火との戦いで同じ母親に対する苦しみを持つ者同士通じるものを感じ、自らの進むべき道を見出し裏麗を離脱。HorHに於いては光界玉によって陽炎の不死の呪いを解くことで自らも消えることが自分の死に場所と定め、陽炎のもとに赴く。螺閃を失うまいと鬼凛が陽炎と奮闘するも、鬼凛に今までの礼を伝えて光界玉を発動。結果、光界玉は砕け散り螺閃自信も消えることはなかった。失敗したかに思われたが、光界玉は陽炎の呪いと相殺しており、この時を以て400年以上続いた陽炎の呪いは解かれた。また火影滅亡後は声が戻っていた。本来の性格は明るく、茶目っ気もある様子。ビールを飲める歳らしい。
鬼凛（きりん）
声 - 浅井清己
魔導具「砲鬼神」・「心眼」の使い手。19歳。常にサングラスをかけていて、露出の高い服装を好む（本人曰く暑がりだかららしい）割には恥ずかしがり屋で極端にウブな性格。普段はおチャラけた口調で烈火たちを相手にお姉さんぶっていてつかみどころがない。「心眼」は相手の心を読むことができる導具であるが、半ば強制的に相手の考えていることが入ってくるため全てが有利に働くとは限らない（後述）。相手の心が読めるせいもあり、裏麗でありながらも優しい心の持ち主（仲間が死んだと思って絶望していた烈火に同情している）。森光蘭にも最初から反感を持っており、烈火たちを殺したことにして密かに助けようと考えていた。後に陽炎と戦った際も、彼女を殺さねばならないと思いながらも心の奥ではためらいがあった様子。パートナーの螺閃には恋心を抱いており、彼が裏麗を離脱する際もついて行った。「心眼」のおかげで感情と声をなくした螺閃の考えを理解できる。洞窟の戦いでは心を読むというアドバンテージにより土門を圧倒するが、不慮の事故で彼女の乳房が丸出しになったことで「おっぱい」しか考えられなくなった土門の暴走により「心眼」を通して卑猥な妄想がどんどん流れ込んできてしまい戦意喪失した。SODOMでは、命を賭して陽炎の呪いを解こうとする螺閃を阻止するべく陽炎に戦いを挑むが、心が閉じられていて思考が読めず実力ではとても敵わなかった。鬼凛の心配に反して陽炎の呪いを解いても反動で螺閃は消えることなく存命。好きな食べ物はバナナ。
アニメには登場していない。
牙王（がおう）
声 - 原沢勝広
岩石を自由に操ることができる魔導具「石棍」の使い。石棍の能力で主に巨大な手を作って攻撃する。長髪を蓄えたマッチョ系の偉丈夫で石王の実兄だが、あまり似ていない。極度のチョコレートジャンキー。単純な腕力だけなら劇中トップクラス。石の巨人「牙石王」が奥義。処刑された石王の仇として土門と紅麗を逆恨みし、二度に渡って戦いを仕掛けてきた。一度は慢心した土門に勝利したが、二度目はチョコレートの禁断症状と石棍の弱点を突かれて敗北。それ以来「勝つまでチョコレートを断つ」という条件を自らに課し、SODOMに於いて小金井に戦いを挑む。自らに課した約定により以前よりもパワーアップを果たしたが、しかし、「牙石王」を破壊されてしまった上に自分の意思を貫き切れず、チョコレートを食べてしまったことを小金井に指摘され、敗北を認めた。その際に弟から笑顔でチョコレートを手渡された回想をしており、「自分はダメな兄貴だな」と復讐心と決別し本来の自分を取り戻した。
神威（かむい）
声 - 原沢勝広
全身を機械で改造した サイボーグでオカマ。作中でも数少ない魔道具を一切使用しない戦闘スタイルを取り、体中に搭載した武器やアタッチメント接続による様々な重火器を使用して闘う。標的を殺傷することで苦痛に歪む表情に快感を覚える狂気性を持つ一方で重度の美少年好きであり、標的と定めた小金井に執拗な執着を抱き、何度となく行く手を阻むが敗北。その後SODOMでは烈火に一方的に嫉妬して戦いを挑むも、初の「三体合成火竜（崩、砕羽、焰群）」に敗れ去る。敗北した際に烈火に命を救われ、自分を人間として認めてくれた優しさに気付いて改心。烈火に愛情を抱くも拒絶され殴り飛ばされた上にスルーされた。元々裏麗の生活に嫌気がさしていたのか、最終的には烈火側に付いた。烈火と分かれたあとは空海や月白達と共にゾンビやV-2と戦っていた様子。脳味噌とハート（心臓のことかは不明）は生身であり、機械部分のエネルギー源は乾電池（単三）。
煉華（れんげ）
声 - 東山奈央（パチンコ版） / 小林沙苗（PS2ゲーム版）
紅麗のクローンを作る実験の中で唯一炎術士としての資質を確認できた個体。炎の針を作り出し矢のように発射したり、手に集めてランスのように使う。また、「煉獄」という大きな炎の塊を弧を描くように放ち相手を焼き尽くす大技も持つ。紅麗と紅の細胞から作られたため、形式上は紅麗の娘で、烈火の姪に当たることになる。見た目は十代の少女だが精神的には未熟な幼児で、無邪気で無知な故の残酷さを持ち、部屋には首のない人形や切り裂かれた本が散乱している。森を父と慕って彼の言うことだけを聞く。高い戦闘能力を持ち、初めて紅麗の前に姿を見せた際は、紅麗が烈火戦で死力を尽くした直後で弱っていたということもあり圧倒したが、やはり本物の炎術士には及ばなかったのか、紅麗との再戦の際には攻撃が殆ど通用せず「所詮は模造品」「烈火にも劣る」と酷評されていた。
同じ境遇である葵とも無邪気に接しようとするものの、葵からは激しく憎まれてしまい、成功作の自分に対する嫉妬であると拗ねていた。オリジナルである紅麗を殺して自らの存在を肯定しようとするが、紅麗に存在意義を全て否定された上に圧倒的な力の差を見せつけられ敗北。今まで殺す側に立っていた彼女が初めて殺される側に立ち、絶望して泣き叫びながら森光蘭の元に逃走。助けを請うが、森にとって紅麗に負けた時点で彼女の存在価値は炎術士の能力を得る手段でしかなく、森自身にも「失敗作」と言われ、天堂地獄に食われ吸収されてしまうという無残な最期を遂げた（森をよく知る紅麗はこのことを予見していた）。烈火は助けようとしたが間に合わなかった。
ゲームではGBA版のみプレイアブルキャラクターとして登場する。PS2版にも登場するが戦闘キャラクターとしては登場しない。
GBA版のゲームにてプレイヤーキャラに烈火を選んだ場合、煉華との勝利後、改心するようにと彼女を説教する様子が見られる（上記の通り、烈火は血縁上は彼女の叔父である）。
PS2ゲーム版でも同様の経緯で天堂地獄に喰われてしまい、戦闘では天堂地獄が「煉獄」を用いる。

### その他のメンバー
鉞（まさかり）
裏麗のメンバー。肥満体で幼児のような話し方をする。紅麗を襲撃し、音遠を殺そうとするも紅麗にこんがり（ステーキの焼き方と勘違いした彼本人の希望）焼き殺される。一人称は「マー君」である。
魔樹也（まきや）
全身黒尽くめの男。裏麗のメンバーで、月乃を監禁していた屋敷を守っている。黒い剣のような魔導具を持ち、紅麗を前にしてもなお自信たっぷりの余裕を持っていたが、能力を発揮する間も与えられず胴体を真っ二つにされ瞬殺されてしまった。魔導具、本人ともに以降二度と登場していない。単行本では余白ページにイラストが1カット掲載された。
八神（やがみ）
森光蘭の側近で常に彼の身の回りの世話をしている細身の中年男性。単なる付き人かと思いきや、中国拳法のような体術を使い、土門の巨体を一撃で吹っ飛ばすほか、体の一部が機械化されているなど魔導具使いでない割にはかなり強い。天堂地獄となった森の攻撃を受けあっけない最期を遂げる。その後、天堂の能力によってゾンビ化し、要塞都市SODOMではふたたび烈火たちに立ちはだかるも、暴走した門都に殺される。

### 封印の地
双角斎（そうかくさい）
人間を壺の世界に封じてしまう魔導具「魂吸いの壷」の使い手。魔導具とセットになっている粉を浴びると壺の中に閉じ込められてしまう。極度の変態であり妄想癖の激しいストーカーで、鬼凛曰く裏麗の間でも毛嫌いされている。風子を標的として定め、盗撮などをしていたほか、精巧な風子のフィギュアを作っていた。風子を壺に封じ込めることに成功するも、彼女を助けに来た雷覇と応戦。魔導具でこれまでに何人もの女性を捕らえ殺してきたことが雷覇の怒りを買い、魔導具を破壊された上、首を刎ねられた。
緋水（ひすい）
持ち主の意思を読み取って永遠に刃が伸び続ける魔導具「神慮伸刀」の使い手。裏麗内の選抜テストで森の意図によって恋人ヒデキを殺すことになり、心を閉ざした殺人マシーンとなっていたが、風子の叱咤により感情を取り戻し敗北。神慮伸刀の1つを風子に渡した。
その後勇気を持って天堂地獄の力を手に入れた森に真実を問い質し、彼と完全に決別。森との戦闘では烈火、風子と見事な連携を見せるも風子をかばい致命傷を負う。だが、死にたがっていた昔とは違い、ヒデキ同様に穏やかな表情で息を引き取った。そして、ようやく「向うの世界」にてヒデキと再会した。以後、風子の神慮伸刀は緋水の形見となり、最終決戦まで使用。後に神慮伸刀に宿った彼女の魂が、風子の重大な危機を救うことになった。
ヒデキ
緋水の恋人で、彼女の回想にのみ登場。牙王並みに体格の良い青年。魔導具使いなのかは不明。裏麗の中では確固たる信念を持った立派な青年だったが、その信念と緋水への愛に危惧した森の策略で裏麗内の選抜テストに於いて緋水と戦うことになってしまう。だがヒデキ自身は緋水を生かす道を選び、彼女にわざと殺された。その死に顔は、非常に穏やかなものであった。
文丸（ふみまる）
影に刺すとその相手が動かなくなる魔導具 「影縫い」の使い手。隠れて罠を仕掛けたり人質を取り、謎掛けで相手の精神をいたぶる戦法を好む。敵を弱体化させ、自分が安全になってから姿を現すという良く言えば堅実、悪く言えば卑怯な人物。劇中では土門を崖から落とし、地上にいる茂男を部下に捕らえさせて烈火と柳を脅すが、人質になった柳からも「あなたなんか恐れる価値もない」とその卑劣振りを酷評された。地上にいた陽炎の助力で目論見は失敗し、逆に塁から受けた謎掛けの結果として黒焦げになる。戦法はともかくも実力は充分あり、刹那の炎にも一度は耐えるなどなかなかにタフである。子供の頃からよくなぞなぞをして遊んだらしく、本人曰くその頃の自分は可愛かったと述べている。

### SODOM
クルミ、ミルク
声 - 小林沙苗（クルミ）、野田順子（ミルク）
MISSION1、A地区「格納庫」にいた兵隊。そばかすのある方がクルミで、長い髪の方がミルク。どちらも子供の姉妹。メイド服を着ている。モップ型の銃器とロボット「ミクル」を操って土門、亜希&魅希と戦う。戦闘力はあまり高くなく、あっさりと亜希＆魅希に破れてしまった。戦闘後は柱に縛り付けられる。ミクルはミサイル攻撃や重いパンチを駆使するも、成長した土門には敵わずあっけなく破壊された。
ミクル
クルミとミルクによって操作される巨人型のロボット。一時は土門を圧倒するが、クルミとミルクが亜希＆魅希に捕らわれる頃には土門に圧倒されていた（土門VSミクルの戦闘シーンは殆どカットされており、この闘いは亜希＆魅希VSクルミ＆ミルクがメインとなっている）。
PS2版においてミクルの方はプレイアブルキャラクターとして登場した。
搦（カラメ）
声 - 大川透
MISSION3、「ピラミッド」の守護者。エジプトのミイラのような、包帯まみれの身体に宝飾をまとった風体をしている。魔導具は最澄と同じ「式紙」の使い手。身にまとった包帯と思われていた紙の帯に油をしみこませ、相手を絡め取って火をつけるといった予想外の戦法をとってくるも、これまでの戦いで実力をつけた風子の前にあっさり敗北した。
PS2版でもプレイアブルキャラクターとして登場した。
裏麗忍者
声 - 川田紳司
SODOM編が始まる前に小金井を暗殺するために尾行していた忍者。自信満々な態度をしていたが、その実力は裏麗では最弱。結局尾行に気付かれた上、あっけなく倒されてしまう。SODOM編ではMISSION5、「研究所」の守護者として再登場。しかし、こちらでも陽炎に簡単に倒されてしまう。
マリー
声 - 折笠愛
MISSION8、「マリーの館」の主人。動くものに反応して絡みつき束縛する魔導具「束縛弁天」の使い手。見た目は紅茶好きな美しい大人の女性だが、素顔は拷問道具を多数有し、相手を痛めつけることに快感を得るサディスト。しかし本当は叩かれるのも好きというマゾヒストでもある。ネーミングセンスは微妙。水鏡と対峙した際、マリーは「毒味」をしたティーカップを彼に勧め、紅茶を飲ませるという平和的な態度を見せているが、実際はティーカップの縁に睡眠薬が塗られており、マリーが口をつけた部分だけは薬が塗られていなかった。巧妙な罠で水鏡を捕らえてジョンと名づける。その後、現れた土門にも同様の手口を仕掛けるが「間接キス」によって切り抜けられた。土門との戦闘の際は夫のポチと共に戦い、隙をついて彼を拘束。両足を斬り落とそうとするが烈火によって阻まれ、「動いている」烈火の崩の炎を束縛弁天が勝手に探知してしまい、あっさり敗れてしまった。敗北後は怒っていた水鏡に拷問具にくくり付けられたが、「放置プレイ」として満更でもない様子であった。
PS2版ではポチとセットで登場。必殺技をするときに登場し束縛弁天で攻撃する。
ポチ
声 - 川田紳司
マリーのペット的存在の大男。土門を上回る巨体で巨大な斧を武器とする。実はマリーの夫であり、土門は「変態夫婦だ!」とドン引きしていた。共通の趣味を持っているおかげか、夫婦仲は良い様子。土門と一対一の殴り合いをした際には、彼を怯ませるほどの腕っぷしの強さを見せた。
PS2版ではプレイアブルキャラクターとして登場。平時は彼が攻撃し、必殺技の時は妻のマリーが束縛弁天で攻撃する。
研究員
声 - 大川透
MISSION9、「貯蔵庫」にいた男。本名は不明。天堂地獄の遺伝子からSODOM内のゾンビを製造、管理していた。また現代の科学では説明不可能な能力を持つ魔導具にも強い興味を示す。情緒不安定で普段は淡々とした言動だが、集中力を乱されると火がついたように暴れる。人間的な感情が全て欠落しており、自らの研究以外のことには一切興味がない。生み出したゾンビの中で唯一理性を保ったゼットを自らのボディーガードとして使い走りにしていたが、人間としての尊厳を取り戻したゼットに研究用コンピュータを破壊され、すべてを投げ出し何らかの薬を大量に摂取して文字通り「眠り」につく。
ゼット
声 - 乃村健次
MISSION9、「貯蔵庫」の番人。研究員が人間を改造して作った多くのゾンビの中で、唯一人間であった時の意識を保っていた存在。通常であればゾンビは時間が経てば朽ちてゆくだけであるが、人間としての「生きたい」という意志から、肉体の腐敗を防ぐ薬の提供を条件に研究員のボディーガード兼一般ゾンビの統率役として使われていた。最終的には、自らを人間と認めた小金井との接触によりヒトとしての尊厳を取り戻し、ヒトとして死んでいった。
PS2版ではプレイアブルキャラクターとして登場。ゾンビを笛で操り攻撃させる。
ゾンビ
上述のように人間を改造して生み出された怪物。いずれは肉体が腐敗して朽ちる運命にあり、自我を持たない化け物としてゼットに使役されていた。
PS2ではプレイアブルキャラクターとして登場。最初に戦う相手でありチュートリアルに登場する。
幻神（げんしん）
FINAL MISSION、HELL OR HEAVENルートFにいたマッチョな兵隊。「観喜天」というメリケンサックに似た魔導具を使う。自称「天才格闘家」で、自信満々で烈火に挑むが瞬殺される。ただし、柳の居場所は隠し通した。
龍虎丸（りゅうこまる）
FINAL MISSION、HELL OR HEAVENルートAの番人。本来は陽炎と戦うはずだったがかつての仲間である鬼凛に倒された。
オロチ
FINAL MISSION、HELL OR HEAVENルートEの番人。本来は風子と戦うはずだったが、雷覇に殺された。
巡狂座（めぐりきょうざ）
声 - 柴田秀勝 / 堀勝之祐（ゲーム版）
水鏡凍季也の剣術の師であり、実の祖父でもある。「巡狂座」というのは称号であるため本名は不明。その存在や巡狂座という名前自体は作品序盤から度々言及されていたが、実際に登場したのは最終バトルである天堂地獄戦の直前であり、かなり長期に渡り水鏡の姉の真相と共に謎に包まれた人物であった。紅麗が首領だった頃の十神衆メンバーで首領補佐であるが、作品終盤まで牢に幽閉されていたために麗としての活動の描写は無い。魔導具閻水、氷魔閻を所持していたことで森光蘭に目を付けられ森の配下の男たちに孫の美冬を殺害されるも、凄まじい憎悪で男らの前に現れ彼らを惨殺。失意に暮れる巡を当時まだ森の配下だった磁生が気持ちを汲んでスカウトしたことで麗の一員となる。戒と同じく氷魔閻の使い手（HorH登場時は戒が使った氷魔閻が回収され使用している）。その威圧感・殺気は紅麗を超える異常の域に達しており、牢ごしに面会に来た葵や蛭湖を以てして「普通ではない」と気圧され冷や汗を流させるほど圧倒していた。孫娘である美冬が死んだのは自分のせいだと後悔し続け、「巡狂座」を同じく孫である凍季也に殺させるべく、素性をひた隠しにして彼を引き取って氷紋剣を教え、更に戒を利用してまで敵を装った。しかしながら水鏡に文武両道を説き氷紋剣だけでなくきちんとした勉強をさせていたあたり良心的な師匠と言え、自身を実の祖父とは知らぬ水鏡からも実の親のように慕われていた。水鏡との戦いでは牢獄に繋がれた生活による疲労や病によって体は既に限界を越えており、前述の目的を果たすという気力だけで持ち堪えている状態であったためか、戦闘中に吐血するなど明らかに戦える状態ではなく動きも鈍っていた（水鏡曰く、本来の実力ならば攻撃を当てることすら不可能だという）。最後は氷魔閻を破壊されたことによって剣士として戦いの術を断たれ「勝負有り」と告げられ敗れる。
勝負が決した後に凍季也に初めて素性と真実を告げ止めを刺すように願うが、水鏡はそれを丁重に拒否。最後は仲間との戦いや戒との邂逅を経て人間的に成長した孫の姿に笑顔を見せ、その腕の中で息を引き取った。
PS2版ではプレイアブルキャラクターとして登場。必殺技は戒の「凍結界」。原作では防御技だったがゲームでは凍ったまま体当たりする技になっている。
巡狂座の世話人
本名は不明。顔全体に包帯を巻きつけている。巡狂座の身の回りの世話をしていた。いかにも悪役的な外見や言動に反して人が好い所があり、巡狂座の世話をしているうちに彼に好感を持ったようで、巡が戦闘中に吐血した際には二人に戦闘をやめるように懇願していた。巡狂座死亡後は世話人として埋葬を申し出た。

### 死四天
裏麗において螺閃に次ぐ実力を持つとされる四人の忍。裏麗の幹部的存在であり、螺閃達が抜けた封印の洞窟編以降の裏麗を統括した。
葵（あおい） / 神楽 葵（かぐら あおい）
声 - 桑島法子 / 諏訪彩花
裏麗死四天の一人。中性的な見た目の人物。左目の下にある大きな十字架のようなマークが特徴（学園編では隠している）。相手の精神に介入し、思考を操作することができる魔導具「神慮思考」の使い手。葵は森による紅麗のクローンを作る実験で人として形を成すことができた2体のうちの一人であるが、炎術士としての資質は再現されず精神面でもあまりに欠落していたため森から「失敗作」と呼ばれた。また、このような出生であるため「成功作」である煉華のことをひどく妬み憎んでいる。その性格上、戦闘面では容赦がなく、裏麗のメンバーからも畏怖されており、水鏡に無傷で圧勝するほどの戦闘力を秘めている。封印の洞窟では螺閃の部下として暗躍するが、螺旋が裏麗を抜けた後は裏麗の実質的首領格として君臨する。封印の洞窟編の後、高校生の「神楽 葵」という女子生徒を名乗って烈火のクラスに転入、烈火達や柳の思考を操作して隙を作り柳を拉致。SODOMでは柳の精神力を極限まで削って天堂地獄に捧げるために、彼女の抵抗力の源である「火影の仲間に関する記憶」の消去にかかる。
森による洗脳と「成功作」である煉華と比較されていたことの屈辱で最初は冷酷非道かつ自暴自棄な性格をしていたが、憧れていた外の世界での学園生活や「友達」となって接してくれた柳との交流を経て本人も気づかぬうちに人間としての心が芽生え始める。柳拉致後も森の意思に忠実ではあるものの、「友達」と言ってくれた柳を裏切ってしまった罪悪感に葛藤。徐々に心が揺らいでゆく。そしてHorHに於いて烈火との戦いで彼に「（柳を）裏切って何とも思わないのか！」と激しく問われついには涙が溢れ出してしまう。どうしたらいいか分からなくなってしまった葵は「自分は紅麗のクローン、普通の世界では生きられない存在」と烈火に明かすも、学園で生き生きしていた葵は自分たちと同じ一人の「人間」であることを烈火に諭され再び涙し、戦意喪失した。その後は「友達」を助けるために森と完全に決別し、天堂地獄との戦いの際には蛭湖と共に火影側について神慮思考が壊れるまで柳の記憶復元にかかった。また、あれほど憎んでいた煉華が天堂地獄に吸収され息絶えている惨い姿を見たときは哀れみの表情を浮かべた。ラストでは土門の実家の花屋でバイトをしており、「神楽葵」として人生を送っている。なお、烈火のクラスには女生徒として転入していたが、男性である。
PS2版ではプレイアブルキャラクターとして登場。上述の剣や拳銃を用いて攻撃する。必殺技の神慮思考は相手を強制的にスタン状態にして動けなくするというもの。
門都（カドツ）
声 - 江川央生
裏麗死四天の一人。ただ戦いと殺戮のみを求める完全な戦闘狂で、それ以外の観念は著しく欠落している。外見は南米の少数民族のような装飾にアメフトボール型の幾何学的なデザインの仮面を被った、人というよりは獣のような印象を与える大男。また言葉遣いは片言である。彼の強さに倣って麗（魔）の魔元紗はその姿を模していた。普段は手にした大槍や怪力に任せた肉弾戦を主体として戦うが、最澄曰く「トリッキーな戦法」と言わしめた魔導具「無名」（むみょう）・「門構」（もんがまえ）の使い手でもある。これは門構に無名をはめ込むと無名の核内に字が浮かび上がり門構えの漢字が作られ、その門構えの漢字に象徴される現象（闇→周囲が暗黒に包まれる、など）を発生させるという魔道具であるが、本人の性格や戦闘スタイルと相性が悪いのか殆ど使用しないらしく、作中で使用した際も久しぶりに使うことを明言しており、面識のあった火車丸らも門都が魔導具使いであることを知らなかった。上述した通り普段は魔道具に頼らない攻撃が主であるが、作中トップといえる狂ったレベルの怪力を持つため、素手でも非常に高い戦闘力を持つ。また放っている殺気も獲物を探す肉食獣のごとく尋常ではなく、気配に鈍い土門ですら視界がねじ曲がり吐き気を催すほど強烈なプレッシャーを感じ、戦闘を回避できた際には安堵していた。それらの点を評価され、ほとんどの裏麗のメンバーからは「裏麗最強」と目されていた。SODOMでは縦横無尽に暴れ周り格闘集団「空」のメンバーなどを易々と惨殺。その後、麗（魔）の抜け忍組＋最澄の４人を相手に恐るべきタフネスと前述の魔道具で終始圧倒するが、その最中SODOMに訪れていた紅麗に遭遇。身体を一撃で貫かれた挙句、大量に殺してきた人間たちの死霊の炎に全身を焼かれ死亡したと思われた。が、紅麗の「死刑執行」を受けなお息絶えておらず、HorHでは戦闘終了後の綺理斗のフロアに乱入。ジョーカーと対峙し隙をついて致命傷を負わせるも、最後は瀕死のジョーカーが作ったブラックホールに飲み込まれ彼と共に消滅。結局火影のメンバーとは一切戦うことはなかった。
なお、ブラックホールに飲み込まれる間際、最後に見せた仮面の奥の素顔は縫合され顔中にピアスをつけ、酷く歯並びの悪いという醜い男であり、さながらジェイソンのようである。
GBA版ではプレイアブルキャラクターとして登場。オリジナル技として「闘」があり、これで体力を回復することができる。PS2版ではイベントのみに登場し、プレイアブル化はしていない。
蛭湖（ひるこ）
声 - 千葉進歩
裏麗死四天の一人。プロフェッショナルかつ約束は自身の命に代えても果たそうとする高い騎士道精神の持ち主で、不遜なキャラクターが多い敵勢力の中では珍しく対戦相手への敬意を忘れない紳士。心臓のような形をした生体魔導具「血種」の使い手。また、幻獣郎、紅麗に続く「別魅」の体得者でもある。蛭湖の背中に剥き出しとなって鼓動する血種と合わせて心臓を２つ有し、血種により生み出された「魔血」が体内を巡っている。血の全ての作用（循環、凝固等）を自在に操り、高い身体能力を発揮するほか、血液を刃や弾丸などに変化させて攻撃する。しかし使いすぎると貧血になるため、土門戦では輸血用血液を大量に用意して戦闘に臨んでいた。
初登場時には葵が柳を連れ去るまでの時間稼ぎの役を請け負い、烈火・水鏡・小金井のタッグを相手に10分間戦い抜くという善戦を演じて圧倒的な戦闘力を見せつけた。SODOMでは個人的に興味を持っていた水鏡と再戦するが、彼と巡狂座との宿命の対決を前に自分が割り込むのは野暮であると自ら身を引く。HorHでは土門と戦い、その強さの神髄を見極めようと終止優位に立ち、土門の右腕を叩き折りあと一歩のところまで追いつめる。しかし別棟で小金井らと戦っている死愚魔の暴走により輸血用血液が入った瓶が全て割れてしまい、最後の手段として土門の背後を取り血液を奪おうとするも「鉄丸」の力で吸血を防がれ、そのまま強烈に殴り飛ばされ自らの貧血も重なり立てなくなって敗北を認めた。蛭湖はそのまま失血死する事を覚悟したが、土門がまだ割れてない瓶を見つけ出してきて輸血を促されたことで、自分が戦士として忘れていた自らの「意志」で戦う者の強さを見せつけられ、その強さの神髄を見極めるに至った。その後は「任務」としてではなく自らの「意志」で戦う道を選び、天堂地獄戦では火影と共に戦った。
デザイン原案は安西信行の友人である和月伸宏で、安西が個人で出版した同人誌「FRAME OF RECCA 0」にそのデザインラフ及びゲストイラストが掲載されている。
GBA版とPS2版ではプレイアブルキャラクターとして登場した。
綺理斗（キリト）
声 - 今井麻美（老人時 - 京田尚子）
裏麗死四天の一人。眼鏡をかけたおとなしそうな見た目の女性。ノンスリーブのジャケットの下に着た長袖のワンピースに「南無阿弥陀仏」と書かれている。魔導具「輪廻」及び「捏槃」の使い手。輪廻は自分の肉体年齢を自由に変えることができ、作中では9歳の子供姿から65歳の老婆姿まで披露された。捏槃は生物兵器・死愚魔の召喚・操作ができる（ちなみに死愚魔との相性は65歳時が最も良いらしい）。SODOMでは輪廻の力で自身を変化させながら火影を攪乱するも、陽炎には見破られてしまい撤退。HorHでは小金井・ジョーカーのタッグと戦った。輪廻の能力による急激な肉体変化によって、副作用として精神年齢にも影響がおよび、自分の本当の年齢が分からなくなっている。輪廻を破壊すれば本当の自分は判明するものの、真実の自分を知ることに恐怖し、火影を抹殺することで森に本当の姿を教えてもらえることを約束され戦っている。小金井・ジョーカーのタッグとの戦闘で天堂地獄の細胞によって強化された死愚魔を呼び出して戦うも、攻撃を受け怒り狂った死愚魔の暴走で「涅槃」が崩壊して死愚魔を操作不能にされる。そのまま死愚魔がフロア中の全員を消し去る規模の攻撃を繰り出そうとしたため、戦闘する意志さえ放棄してしまった。間一髪のところで死愚魔は小金井に倒されたが、戦う術を失った綺理斗は本当の姿を知る術も無くして絶望。そのまま全ての気力を失いへたり込み、同時に乱入してきた門都とジョーカーの最期を見届けた。その後は消息不明。
PS2版では死愚魔のみプレイアブルキャラクターとして登場。前述通り年齢を変えることができるが実年齢の設定はない。

## その他の人物
花菱 茂男（はなびし しげお）
声 - 大川透
烈火の養父で、花火職人。烈火を拾い、息子として育ててきた。茂男が本当の父親でないと分かっても烈火は父親のように慕っている。朝は寝起きの悪い烈火を起こそうとして大乱闘を繰り広げる。実は未婚で、烈火には昔好きだったアイドルの写真を母の遺影だと偽っていた。花火師としての誇りから、烈火には「喧嘩で火薬を使うな」と説教するが、自身は煙草を吸いながら仕事していることもある。自由奔放な性格ながら時折男気を見せ、陽炎からは桜火に似ていると評されている。その腕は烈火にも引けをとらず、森の手下に襲われた時は、一度捕まって陽炎に助けられたとはいえ、軽く一蹴している。
土門の母
声 - くじら
土門の実家の花屋「花の石島」を経営していて土門に厳しい。土門が恐れる存在の一つで、土門曰く呪より強いらしい。「SODOM」へ行く土門に何一つ詮索せず「戻ったらコキ使うぞ、バカ息子」と見送っていた。
立迫 文夫（たてさこ ふみお）
声 - 小野健一
烈火のクラスの臨時教員で歴史を担当している。忍者マニアで家には沢山の忍者の資料がある。火影についても詳しいが、そのことが災難となり、殺されかける。寒いオヤジギャグをとばす。
立迫 博子（たてさこ ひろこ）
声 - 松谷彼哉
文夫の妻。趣味一辺倒の子供のような夫を見守り支える。木蓮に危害を加えられるが、一命は取り留める。烈火としては夫である立迫に釣り合わないほど純情であると思っている。
水鏡 美冬（みかがみ みふゆ）
声 - 高橋美紀
凍季也の姉。両親が亡くなった後、女手一つで凍季也を育てた。森の部下に、魔導具を持っているという理由で森光蘭の手下に襲われる。病院へ搬送される前に凍季也に閻水を渡し命を落とす。
実は凍季也の代わりに密かに氷紋剣を習っていたが、その実力が披露されることはなかった。
魅空（みそら）
声 - 村井かずさ
空海の娘。格闘集団「空」の師範代の娘でありながら戦いごとは嫌い。最澄に思いを寄せており、体の弱い彼を常に気遣っている。空海に最澄との結婚を望まれている。
瑪瑙の父
声 - 秋間登
幻獣朗の研究所で働いていた科学者。心霊手術を人間に実行することを非難した報いとして、娘である瑪瑙に魔導具「式髪」を埋め込まれ、自らも幻獣朗の人質となった。アニメでは下の名前は「かずお」（漢字不明）と設定された。
紅（くれない）
声 - 矢島晶子
光蘭の養女。紅麗が本当に人の心を捨てているか確かめるために森が紅麗と出会わせるが、紅麗が紅に好意を持っていると発覚し、見せしめとして殺された。その際に、自ら望んで紅麗の炎に取り込まれ、炎の天使として紅麗の力となる。天堂地獄を倒した後に呪いが解け、人間としての言葉を紅麗に残して成仏した。
森 月乃（もり つきの）
光蘭の妻で、紅麗の現代の母。時空流離によって現代に流された紅麗を養育した。紅麗にとって大切な人物である。光蘭によって体内に爆弾が埋められており、人質とされていたため紅麗はやむを得ず光蘭に従っていた。後に雷覇の雷神により爆弾の起爆装置は破壊された。終盤では数少ない麗メンバーの三羽烏が護衛についていた。
岸 真夜（きし まや）
外伝「風一夜」に登場する風子の中学時代の同級生。病気の静養のため風子のいる学校に転校し、風子と仲良くなる。当時不良で学校では孤立していた風子は彼女との出会いにより元の明るさを取り戻すようになる。芯の強い性格で土門と喧嘩をしようとした風子に｢喧嘩をするなと言わないけど、弱い者イジメは止めて｣と制止している。
ケイシュウ
弟のミチテルと共に裏武闘殺陣を見学していた少年。前回の大会で父親を命に殺されており、敵討ちを風子に依頼した。
霞（かすみ）
烈火達と同学年だが、小学生に間違われるくらい小柄で童顔の少女。出席が乏しい土門を心配して、SODOMに行く前に勉強を教えに来た。花が好きで、荒らされた花壇を一緒に直したことがきっかけで土門に恋していた。土門に告白したが、風子が好きな土門はその思いを受け止めることはできず、勉強友達にとどまった。SODOMに向かう土門に花束を渡した。最終回では葵と共に石島家の花屋を手伝っている。
凍季也のお隣さん
凍季也の家の隣に住む大人の美女。キャバ嬢やホステス風の雰囲気をまとっており、酒の飲み過ぎでたびたび凍季也に水をねだりに来る。凍季也には「家が隣だというだけで水をもらいに来る」としか思われていないが、彼女の方は凍季也に関心を持っているようである。
佐野 浩哉（さの ひろや）
小金井のクラスメイト。小金井親衛隊長の少女・保住が好きで、そのため頻繁に小金井に喧嘩を挑んできた。その様子を小金井は土門みたいだと述べている。ほかの喧嘩相手に保住たちを人質におびき出されて袋叩きにされたところを小金井に救われた。さらに彼と裏麗の刺客の戦いを目撃し、SODOMに向かう小金井を保住と二人で見送った。小金井以外での唯一の敗北経験は土門だったらしい。保住とは、後に相思相愛だったことが判明する。
吉川 保住（よしかわ ほずみ）
小金井のクラスメイト。クラス一の美少女で、小金井親衛隊長を務める。囲碁部。

## 戦国時代の人物
桜火（おうか）
声 - 小杉十郎太
火影忍軍六代目頭首にして烈火と紅麗の父。二人の妻と息子には平等に愛情を注いでいたが、火影忍軍の当主である自分と父としての自分のジレンマに苦しみ続けていた。沢木家と高杉家の合戦にも陽炎と麗奈と共に参戦しており、そこで桜姫と出会っている。天正伊賀の乱で織田信長軍との戦で討ち死にした後に火竜・裂神となり、他の七竜と共に本来炎術士の力を持たなかった「呪いの子」烈火の体内に宿った。享年32。生前の炎の型は紅麗と同じ「不死鳥」。火竜になってからの性質は、裂神の項目を参照。
麗奈（れいな）
声 - 百々麻子
400年前の紅麗の実母で、桜火の側室。陽炎とは良きライバルであり親友だったが、紅麗が産まれて以降は（本人同士の意思とは関係なく）対立してしまうことになってしまった。村八分にあってからは病気を患い、紅麗には最後まで強く生きろと言い続けた。紅麗をかばって戦死した。
海魔（かいま）
声 - 秋元羊介
火影創立時に魔導具を作り出した火影忍軍の1人。天才だが血と殺戮を好む性格であった為、虚空とは対照的に「殺戮のために」虚空と競い合うようにして魔導具を作った。魔導具の試し斬りと評して里の子供を惨殺した事で虚空ら火影の者達に粛清されるも、死の間際に自身の魂を天堂地獄に注入し、自らが天堂地獄となる事に成功した。
その後は天堂地獄ごと封印の地に封じられたが、地の奥底で自身と波長の会う者を待ち続けていた。後に森光蘭と融合した。
桜姫（さくらひめ）
小国を治める沢木家の姫で癒しの力を持つ。柳の前世の姿であり、性格も彼女そのものの天然ボケだが優しい性格で家臣らにも慕われており、芯の強い面も持つ。高杉軍の攻撃で父や愛する人を失い、自らも命を絶つことを選び、貴光の亡骸を側に置き自刃する。永禄11（西暦1568）年没、享年16。
桜姫の父
沢木家の当主で、貴光には主君に当る。戦国の世にありながら領土拡大等の野心は全くない穏やかな領主で、男児もなかったが家は自身の兄弟に継がせればいいと思っており、権力欲もなく家臣にも慕われる。娘と貴光が両思いなのも知っていて、彼らを結婚させてもいいと思っていた。高杉との合戦の際には貴光に「勝てば桜をやる」と言っていたが、自身も貴光も戦死したため、それはかなわなかった。
清水 小平太 貴光（しみず こへいた たかみつ）
沢木家の家臣。桜姫と愛し合っていたが、高杉獣吾郎正金との戦で命を落とす。雰囲気がどことなく烈火に似ている。
高杉 獣吾郎 正金（たかすぎ じゅうごろう まさかね）
大国の武将。好色かつ残忍で鬼畜めいた男であり、桜姫を側室によこすことを沢木家に迫る。桜姫に変装した陽炎に暗殺されかけるが、なんとか生き延び戦争をしかける。最後は刹那の炎で焼かれ、火竜に全身を細切れにされるという自業自得の最期を遂げた。
高峰 蔵人（たかみね くらうど）
高杉家に雇われた甲賀流忍者。陽炎の獣吾郎暗殺を阻むが、沢木家と高杉家の戦で桜火と対決して倒される。
織田 信長（おだ のぶなが）
火影忍軍の力を求め、攻め込み火影を滅ぼす。しかしその後本能寺の変にて紅麗により復讐を受けた。その際は、既に自分の運命を受け入れていたのか、微かに笑みを浮かべていた。「森蘭丸」という腹心がいる。

## 火竜
主人公の花菱烈火の体内に棲む炎の竜。代々炎術士に受け継がれてきた。全部で8匹存在する。それぞれの火竜には異なる能力がある。性格も異なっており、扱いが簡単な者もいれば難しい者もいる。能力の発動の際には名前の頭文字を描くことで竜を呼び出せるが、この動作が完全なものでないと火竜は発動しない。火竜同士の力はほぼ互角。
また火竜は2匹以上同時に召喚でき、能力を合成することで、それまでにない新しい技や性能を発揮する。ただし、発動には3つの条件がある。
1. 取り込んだ逆の順番に呼び出す（しかし烈火はたびたび破っていた）
2. 火竜の相性に注意すること（特に刹那は他の竜との共存を嫌うため連携のみ可能で合成は不向きである。実際、刹那との合成火竜術は烈神を呼び出す「七竜同時召喚」のみである）
3. 術者の体力と精神力の一定以上の保持があり、同時に呼び出す火竜の数が多いほど体力や精神力が奪われてしまう他、条件に従わずに同時召喚を行うと反動によって烈火自身がダメージを負ってしまう。

火竜の正体は、死ぬ時に強い未練で成仏できなかった、かつての火影炎術士の魂が炎の化身と化した姿であり、その能力は生前彼らが得意とした炎術に由来する。最終決戦において天堂地獄が破壊され、火影の呪縛が解かれたことで消滅した。
なお「もしも烈火が天堂地獄を破壊できずに死んだ」場合も火竜となる条件を満たすのだが、桜火曰く烈火自身が本来は炎術士としての才を持っていないため、紅麗の中で何の能力も持たない役立たずの竜になるらしい。また、条件的には紅麗と煉華も火竜となる資質は持っているもよう。
崩（なだれ）
声 - 野田順子
大きな目と長いひげが特徴の火竜。球状の炎で攻撃し、数は1つから無数まで出すことができる。またサイズの調整も可能であり、通常の野球ボール大から、複数個分の火球を固めて直径十数メートルまで巨大化させることもできる。その使い勝手の良さから、作中でも烈火が単独・複合召喚含めて最も頻繁に使う火竜の1つ。火竜の存在を知った後に烈火が最初に服従させた2匹の内の1匹である。
生前の姿は烈火と同年代ぐらいの美少女。口調は厳しいが、他の7匹からは「お人好し」と言われるほど性格が穏やか。最初に烈火が「花菱烈火の世界」に行った時に烈火が好きだと言ったり、裂神を呼ぶ時に寂しそうな顔をして融合していたことから、少なからず烈火に好意を抱いていたことが窺える。生前の炎の型は不明。
砕羽（さいは）
声 - 千葉進歩
8つの目と後ろに伸びた一本角の火竜。烈火の下腕に翼状の炎の刃を形成する。斬った物を燃やし尽くすことも、最低限の火力に抑えて燃やさないこともできる。崩と砕羽は同時期に烈火に服従しており、「竜之炎壱式」「竜之炎弐式」が入れ替わることがあった（裏武闘殺陣では砕羽が壱式だったが、紅麗戦前で崩が壱式になった）。接近戦での使い勝手が良く、崩と共に烈火がよく使う火竜の1つである。崩との合成火竜では、崩の炎弾をブーメラン状へと変化させることができる。やや血の気の多い性格で、烈神を呼ぶ時には烈火にこれまで共に戦えたことを楽しかったと伝えながら融合した。
生前の姿は若い青年であり、目の下に二つずつの丸いあざのような模様がある。生前の炎の型は「鷹」。
焔群（ほむら）
声 - 大川透
十字に開く鳥の嘴のような口を持つ「竜之炎参式」の火竜。炎をムチ状に形成し、近中距離での攻撃を担う。また腕に巻きつけてパンチ力を強化することもできる。砕羽との合成火竜では炎の鎖鎌を生み出し、捕縛と攻撃を同時に行うこともできる。これにさらに崩を足すと、炎弾の一つ一つから炎の鎖鎌を生み出す多方位攻撃が可能になる。
生前の姿はスキンヘッドに弁髪を結った男。ムチの名手で、堅物だが主体性を重んじる性格。生前の炎の型は「蛇」。
刹那（せつな）
声 - 大川透
「竜之炎肆（し）式」の火竜。一見何の造型もないのっぺらぼうのような顔だが、発動と共に隠された唯一の目が開き、その目を見たものを一瞬にして燃やし尽くす「瞬炎」を持つ（ある程度火力の調整が可能で、一般人の肉体でも死なない程度まで弱められる）。8匹の火竜の中で最も気性が荒く、他の存在を拒むため他の火竜との同時召喚が難しい（円で仲間を守りつつ、他の敵を一掃するという連携攻撃は可能）。烈神を呼ぶ時には烈火に協力するというより、天堂地獄が気に入らないという理由で融合した。
生前の姿は髪を逆立て、あちこちに目玉を装飾したデスメタル風の盲目の男。凶暴な気性で気に入らない存在は敵味方問わず殺したため、炎術師であるにもかかわらず火影忍軍の手によって暗殺された。烈火が虚空の試練で火竜たちと交戦した際、本気で烈火も殺そうとした。烈火の両腕を使えなくし火竜の召喚を阻止するも、烈火の奇策により敗北する。生前の炎の型は不明。
円（まどか）
声 - 遠近孝一
「竜之炎伍式」の火竜。三つの目で火の玉を発生させ、それらを頂点とした「面」による炎の結界を作り、攻撃を跳ね返すが、頂点となる火球を破壊されると結界の面積は小さくなり、あまりに小さくなると内部の人間が危険になる。この結界は自分だけではなく色々な場所に張ることができ、敵を閉じ込めるといった使い方も可能。裏武闘殺陣決勝戦の対紅麗戦では、円によって炎の磁生を捕らえ、崩との同時発動で攻撃するといった連携を見せた。烈神を呼ぶ時には、不器用なりに烈火を認めながら融合した。
生前の姿は大柄な糸目の男。一見温和そうだが意地の悪い性格で、水鏡とも並ぶ超の付く毒舌。生前の炎の型は「亀」。
塁（るい）
声 - 野田順子
爛れたような皮膚の「竜之炎陸（ろく）式」の火竜で、術者である烈火が頭に描いたものを炎の幻として見せることができる「幻炎」を持つ。烈火の姿を作り出し、分身の術のような使い方もできる。また幻術でありながら炎術でもあるため、攻撃能力もきちんと備わっている。
生前の姿は長い黒髪の妖艶な美女。謎かけ好きのかなりお茶目な性格で、烈火に力を貸す際にも謎かけを解かせて姿を現した。変装の天才で、火影の民でさえ彼女の本来の容姿が分からなくなるほどであったことから「型無（かたなし）の塁」と呼ばれた。塁の炎を使う際はほとんどこの姿で現れる。しかし、初召喚の際には火竜を真似た火車丸に対し「八竜をなめるな」と強烈な恫喝を行い、一瞬で焼き尽くすという怒りをあらわにする一面も見せた。烈神を呼ぶ時には、烈火に「大好きだよ」と言って励ましながら融合した。生前の炎の型は不明（あるいは型無の二つ名どおりの不定形か）。
虚空（こくう）
声 - 緒方賢一 / 茶風林
1つ目が特徴の「竜之炎漆（しち）式」火竜。1つの炎弾を作り出し、そこから強力なレーザー砲のような炎を放つ。単純な破壊力という面では八竜最強を誇り、崩と同時に使うことによって凄まじい威力を持つレーザーを複数放射できる。火竜「裂神」が現れるまでは七竜の長（長老）であった。烈神を呼ぶ時には烈火にこれまでの礼を言い鼓舞しながら融合した。
生前の姿は小柄な隻眼の老人。火竜になる前は魔導具作りをしており、海魔と共に火影始まって以来の天才と謳われていた。基本的に穏和な性格で、製作した魔導具も毒気のないものが多く、新生火影忍軍のメンバーが使用する魔導具はほぼ全て彼の作品。その特殊性ゆえか、火竜でありながら烈火の体の外に人の姿で自由に出入りができる。当初は正体を隠して「謎のジジィ」と名乗り、烈火達への助言や魔導具の提供をしていた。また神出鬼没であるため、風子と陽炎には乳を後ろから揉みしだく、スカートめくりを行うといったセクハラ行動を起こすこともある（ただし、願子には「子供」という理由で手を出さなかった）。火影創立時の人物であることから、彼が最初に火竜となった人物である可能性が高い。生前の炎の型は不明だが、火竜時の姿や能力から宝玉を持つ竜と推測される。
裂神（れっしん）
声 - 小杉十郎太
後ろに伸びた2本の角とトサカ状の頭髪を持つ「竜之炎捌（はち）式」の火竜。紅麗と同じく死者の魂を取り込んで術者の炎とする能力を持ち、天堂地獄によって命を落とした柳を炎に代えた。召喚の特別な条件として、他の七竜を同時に召喚する「七竜同時召喚」を行う必要がある。
その正体は、烈火の父である桜火。生前の炎の型は紅麗と同じ「不死鳥」。烈火を成長させる意味も込めて、他人のフリをしていた。さらに陽炎が生き続けていたことを知りながらも、「炎の化け物と化した自分を見せて彼女を苦しめたくない」という思いから、「七竜同時召喚」まで自らの生前の姿を陽炎に見せることはなかった。